# Ford F-Series
Ford F-Series – samochód osobowo-dostawczy typu pickup klasy wyższej produkowany pod amerykańską marką Ford od 1947 roku. Od 2020 roku produkowana jest czternasta generacja modelu.

## Pierwsza generacja

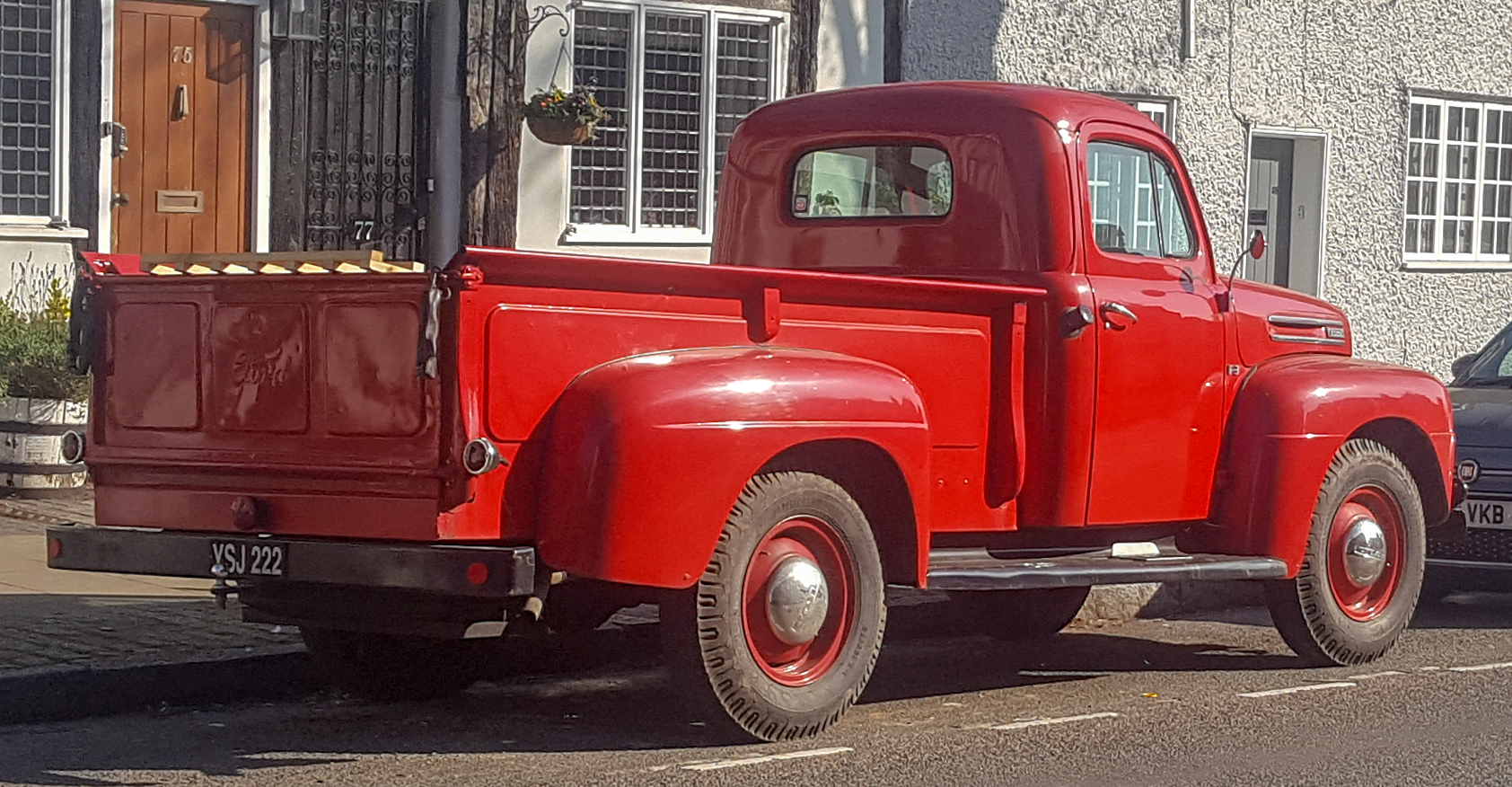
Ford F-Series I – tył

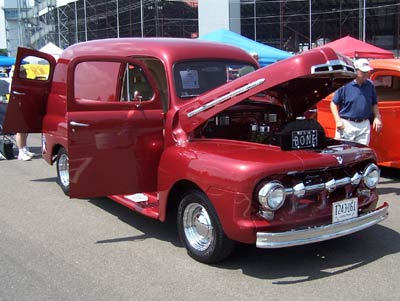
Ford F-Series I Panel Van

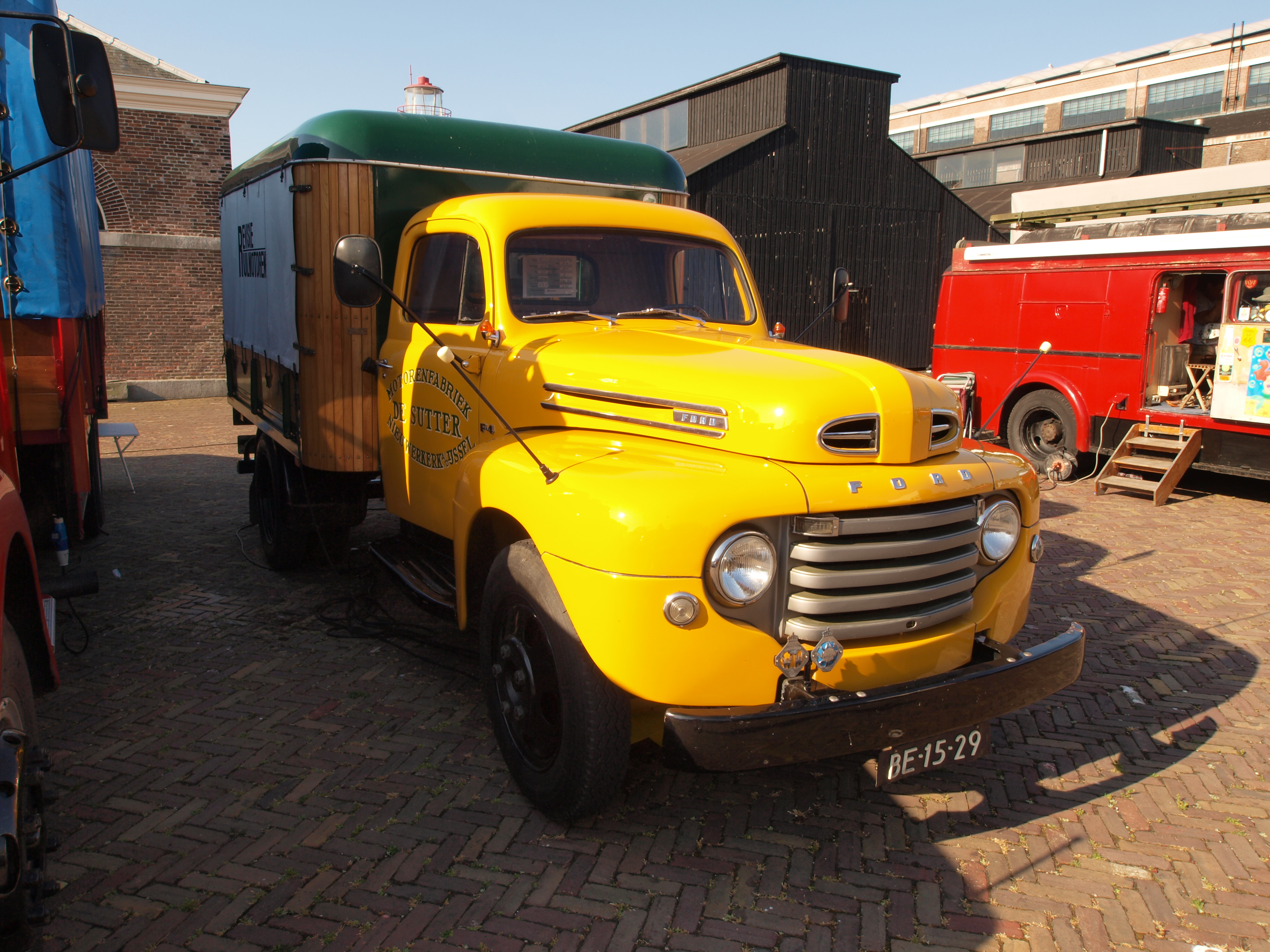
Ford F4 I

Forda F-Series I została zaprezentowany po raz pierwszy w 1947 roku.
Pod koniec 1947 roku północnoamerykański oddział Forda przedstawił pierwszą powojenną półciężarówkę w postaci pierwszej generacji serii modelowej F-Series.
Samochód został zbudowany na bazie nowej platformy opracowanej także z myślą o bratniej marce Mercury, która posłużyła modelowi M-Series.
Pierwsza generacja F-Series wyróżniała się zaokrąglonymi, obłymi błotnikami, a także okrągłymi, wąsko rozstawionymi reflektorami i dużą atrapą chłodnicy malowaną w kolorze nadwozia. Ponadto, przód wyróżniała zwężana ku przodowi, zaokrąglona maska. Gama wariantów nadwoziowych składała się z ośmiu wersji, które różniły się wielkością i rozstawami osi.

### Modele
- F-1 – ładowność ½ tony
- F-2 – ładowność ¾ tony
- F-3 – ładowność ¾ tony
- F-4 – ładowność 1 tona
- F-5 – ładowność 1½ tony
- F-6 – ładowność 2 tony
- F-7
- F-8

### Silniki
- R6 3.5l 101 KM
- R6 3.7l 95 KM
- R6 4.2l 110 KM
- V8 3.9l 100 KM
- V8 4.6l 145 KM
- V8 5.2l 155 KM
- V8 5.5l 147 KM

## Druga generacja

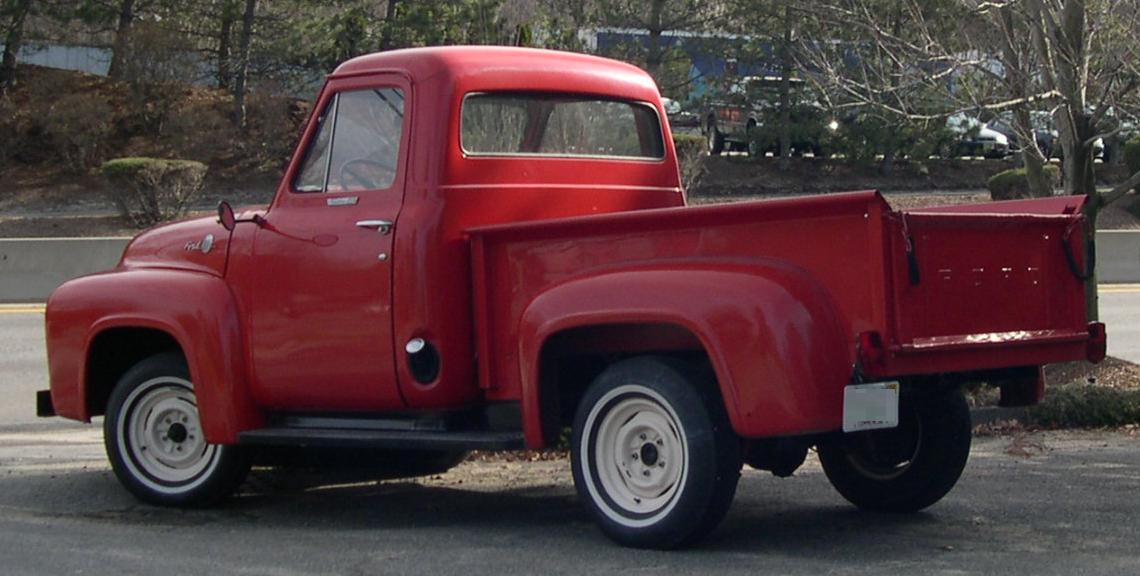
Ford F-Series II – tył

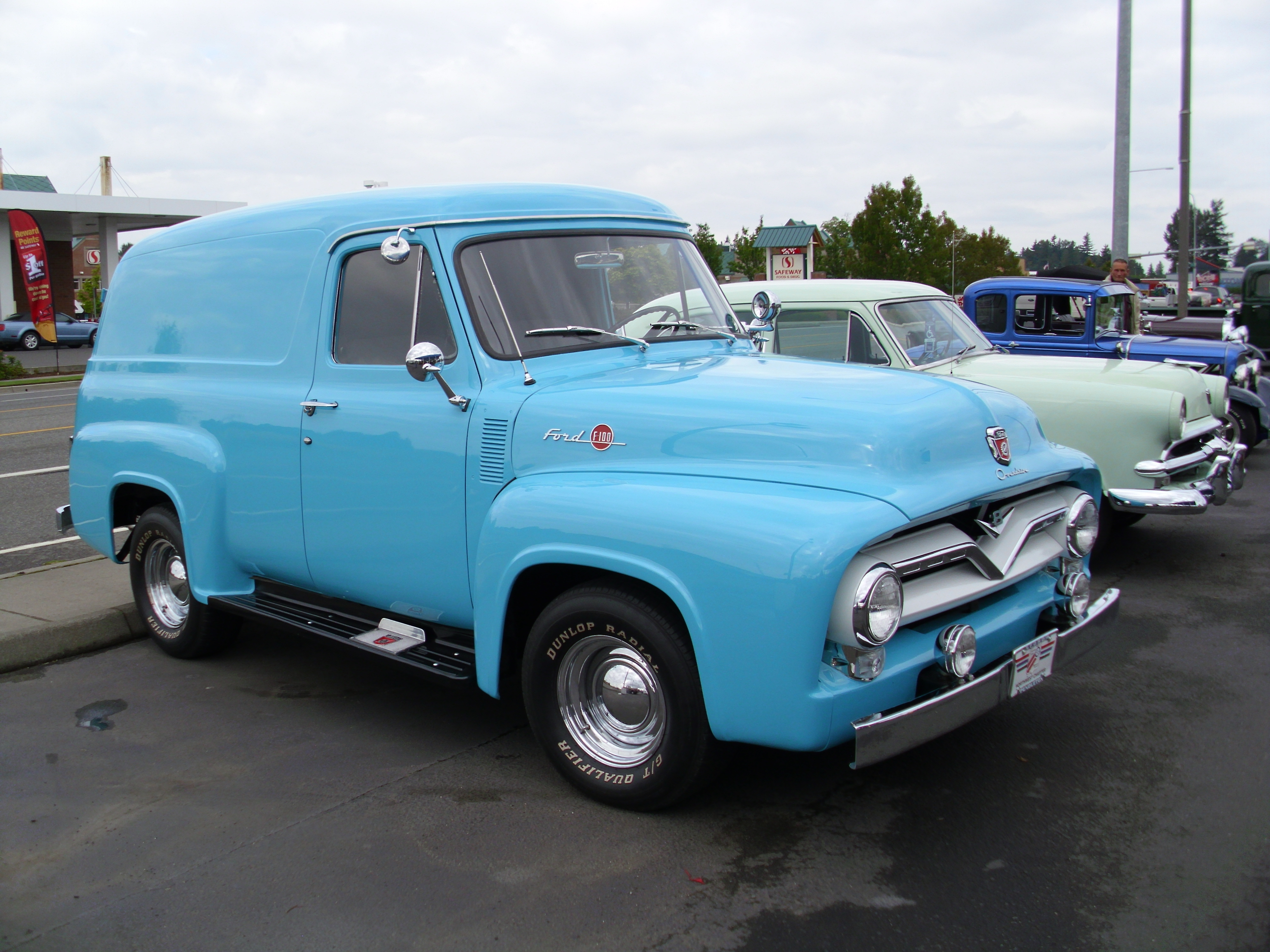
Ford F-Series II Panel Van

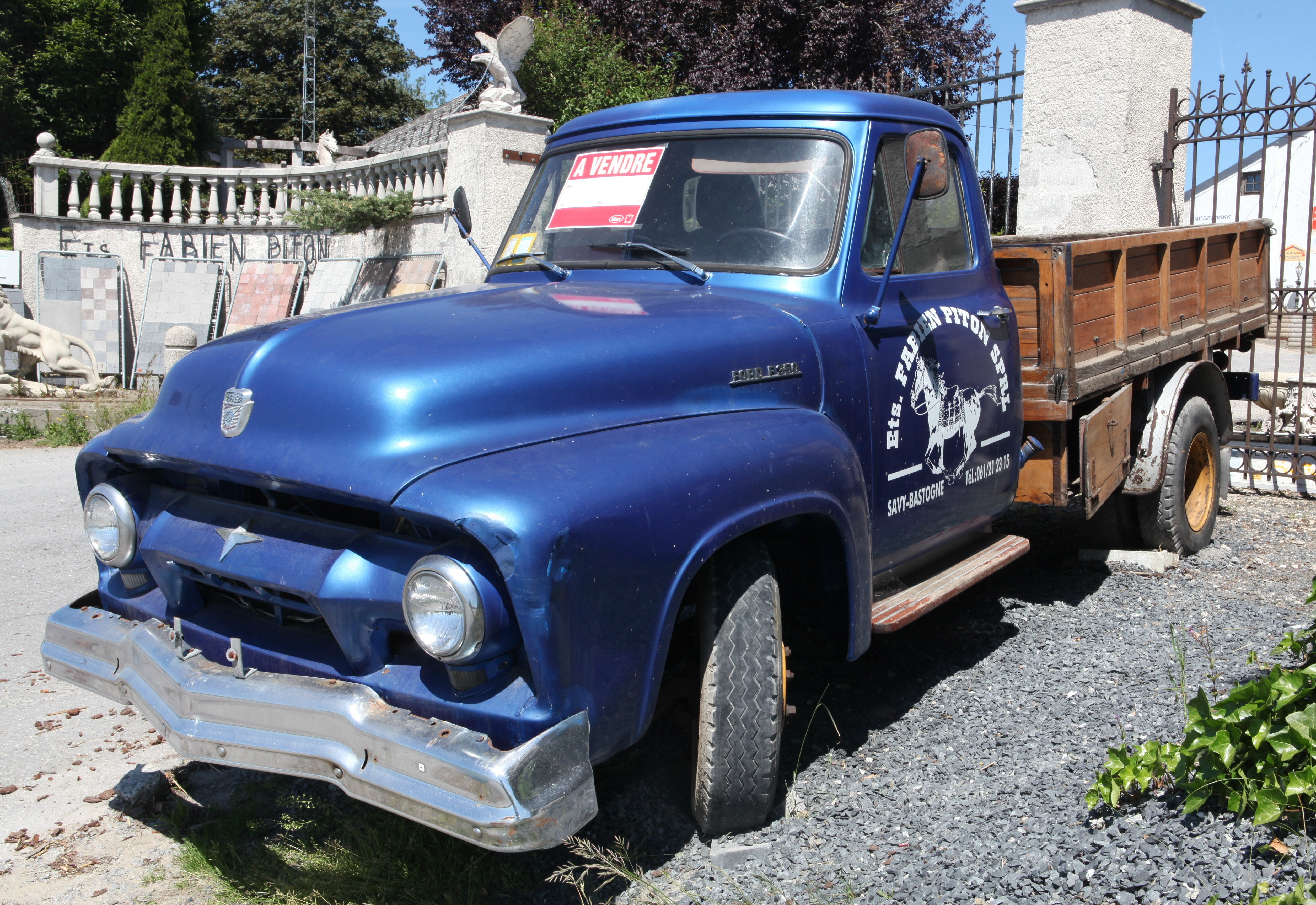
Ford F-350 II

Ford F-Series II został zaprezentowany po raz pierwszy w 1952 roku.
Druga generacja Forda F-Series przeszła ewolucyjny zakres zmian w stosunku do poprzednika, zyskując łagodniej zaakcentowane proporcje nadwozia, ponownie z wyraźnie zaznaczonymi przednimi oraz tylnymi błotnikami. Istotne zmiany objęły pas przedni, który zyskał szerzej rozstawione reflektory, a także charakterystyczną poprzeczkę biegnącą przez całą szerokość nadwozia.
Podobnie jak w przypadku poprzednika, Ford F-Series II składała się z kilku wariantów, które odróżniały się wielkością nadwozia, rozstawami osi i dopuszczalną ładownością przedziału transportowego.

### Modele
- F-100 – ładowność ½ tony
- F-110 – ładowność ½ tony, AWD
- F-250 – ładowność ¾ tony
- F-260 – ładowność ¾ tony, AWD
- F-350 – ładowność 1 tona
- F-360 – ładowność 1 tona, AWD

### Silniki
- R6 3.5l 101 KM
- R6 3.7l 115 KM
- V8 3.9l 100 KM
- V8 3.9l 130 KM
- V8 4.5l 173 KM

## Trzecia generacja

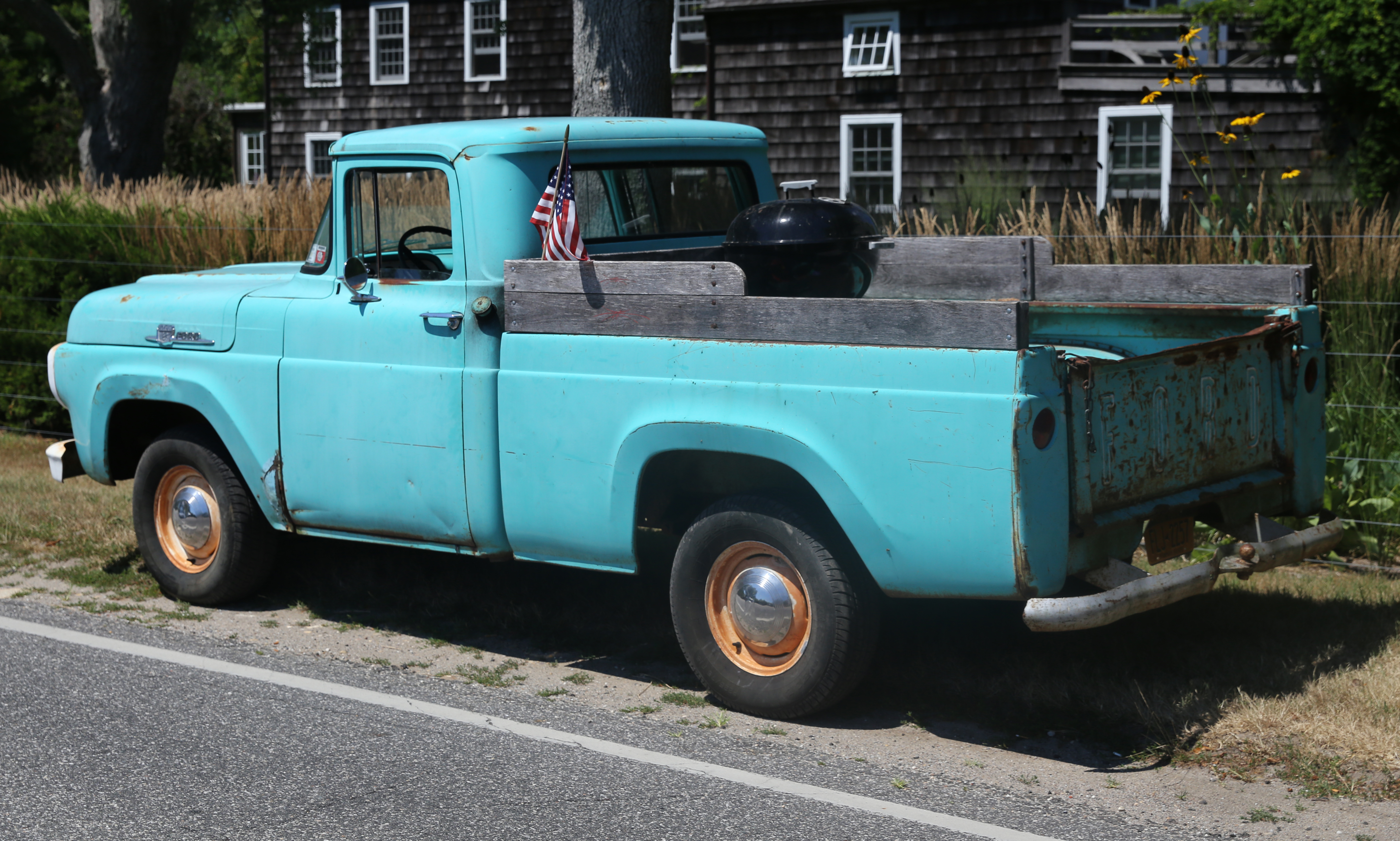
Ford F-Series III – tył

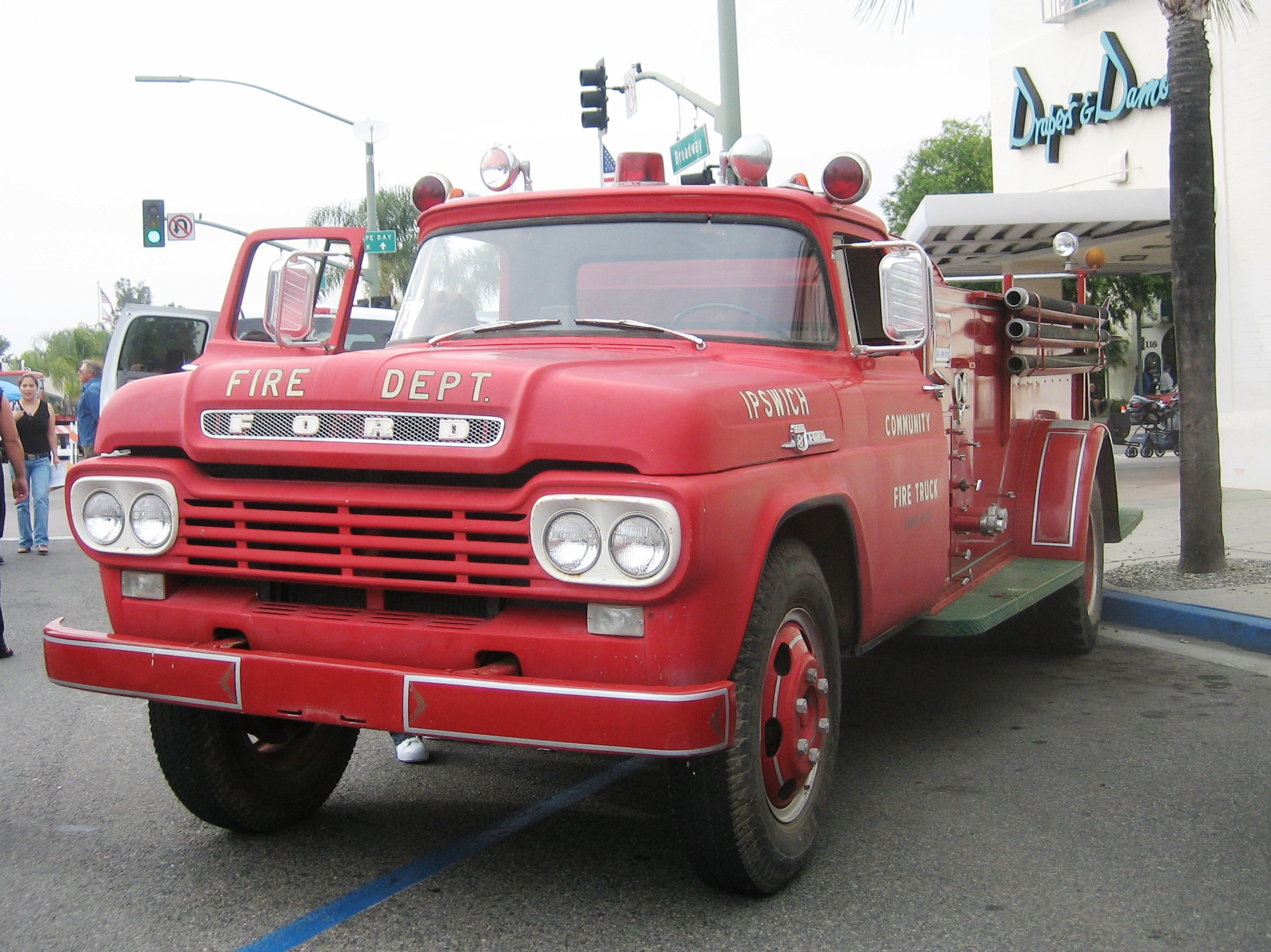
Ford F600 III

Ford F-Series III został zaprezentowany po raz pierwszy w 1956 roku.
Trzecia generacja F-Series powstała według gruntownie odświeżonej koncepcji, zyskując dłuższe, szersze i masywniejsze nadwozie. Pas przedni otrzymał zwarty kształt, będąc pionowo ściętym. Linia okien została poprowadzona wyżej, a przedział transportowy stał się przestronniejszy. Zniknęły wyraźnie zaznaczone nadkola na rzecz prostszych linii.
Oferta nadwoziowa składała się zarówno z podstawowego pickupa, jak i większych wersji ciężarowych charakteryzujących się wyższym i dłuższym nadwoziem.

### Modele
- F-100 (F10, F11, F14) – ładowność ½ tony
- F-100 (F18, F19) – ładowność ½ tony, AWD
- F-250 (F25, F26) – ładowność ¾ tony
- F-250 (F28, F29) – ładowność ¾ tony, AWD
- F-350 (F35, F36) – ładowność 1 tona

### Silniki
- R6 3.7l
- V8 4.5l
- V8 4.8l

## Czwarta generacja

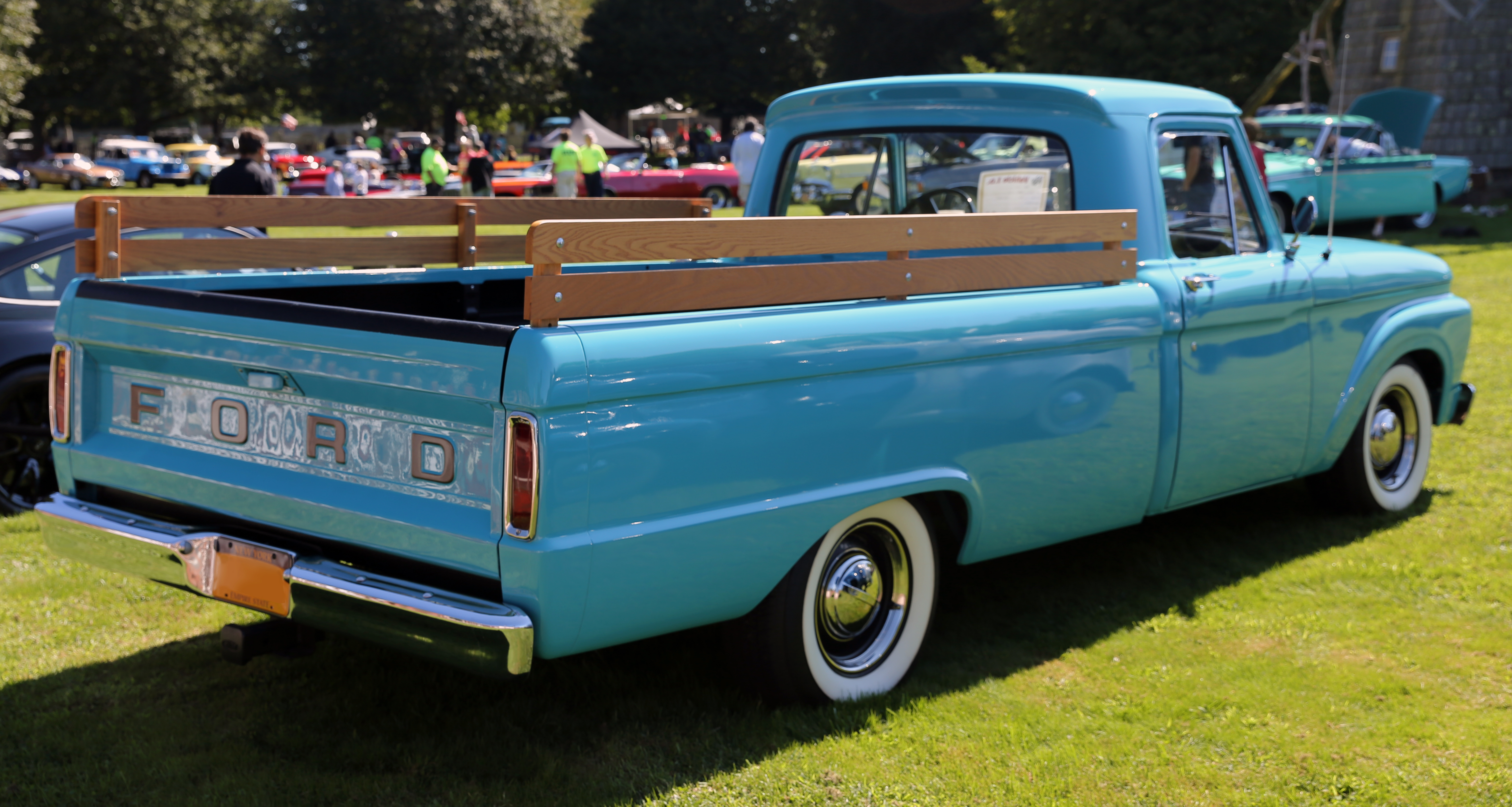
Ford F-Series IV – tył

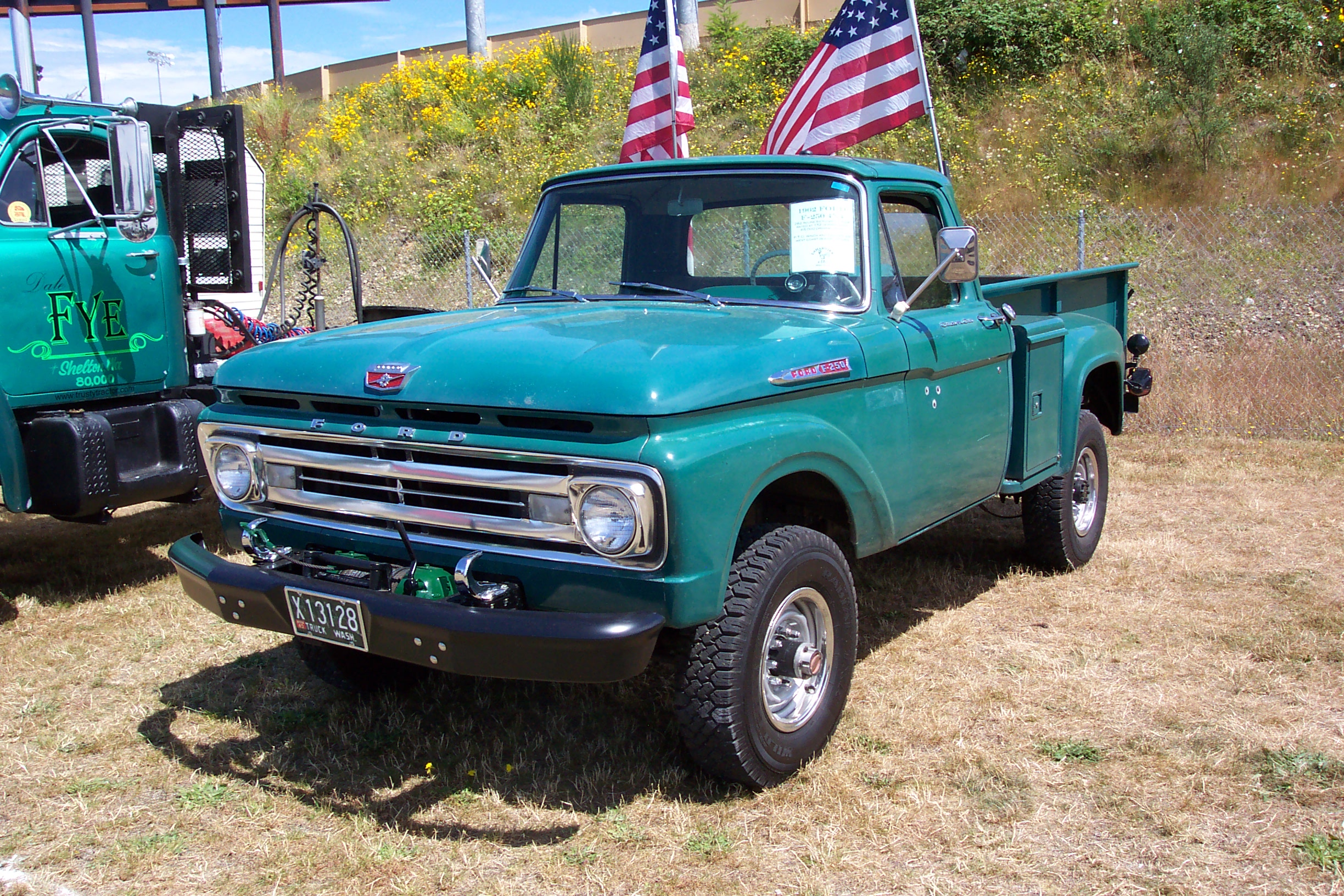
Ford F-250 IV

Ford F-Series IV został zaprezentowany po raz pierwszy w 1960 roku.
Czwarta odsłona F-Series pod kątem proporcji nadwozia i stylistyki była rozwinięciem koncepcji z poprzedniego modelu. Ponownie pojawiła się masywna sylwetka z dużą, wysoko osadzoną maską, a także wysoko poprowadzoną linią szyb i dużym przedziałem transportowym.
Charakterystyczną cechą stylistyki stała się duża, chromowana atrapa chłodnicy z nisko osadzonymi okrągłymi reflektorami, a także duży napis "FORD" na klapie przedziału transportowego. Ponadto, samochód cechowała charakterystycznie zaokrąglona kabina pasażerska w stylu Unibody design.

### Modele
- F-100 (F10, F11, F14) – ładowność ½ tony
- F-100 (F18, F19) – ładowność ½ tony, AWD
- F-250 (F25) – ładowność ¾ tony
- F-250 (F26) – ładowność ¾ tony, AWD
- F-350 (F35) – ładowność 1 tona

### Silniki
- R6 3.7l 114 KM
- R6 3.9l 150 KM
- R6 4.9l 170 KM
- V8 4.8l 170 KM
- V8 5.8l 208 KM

## Piąta generacja

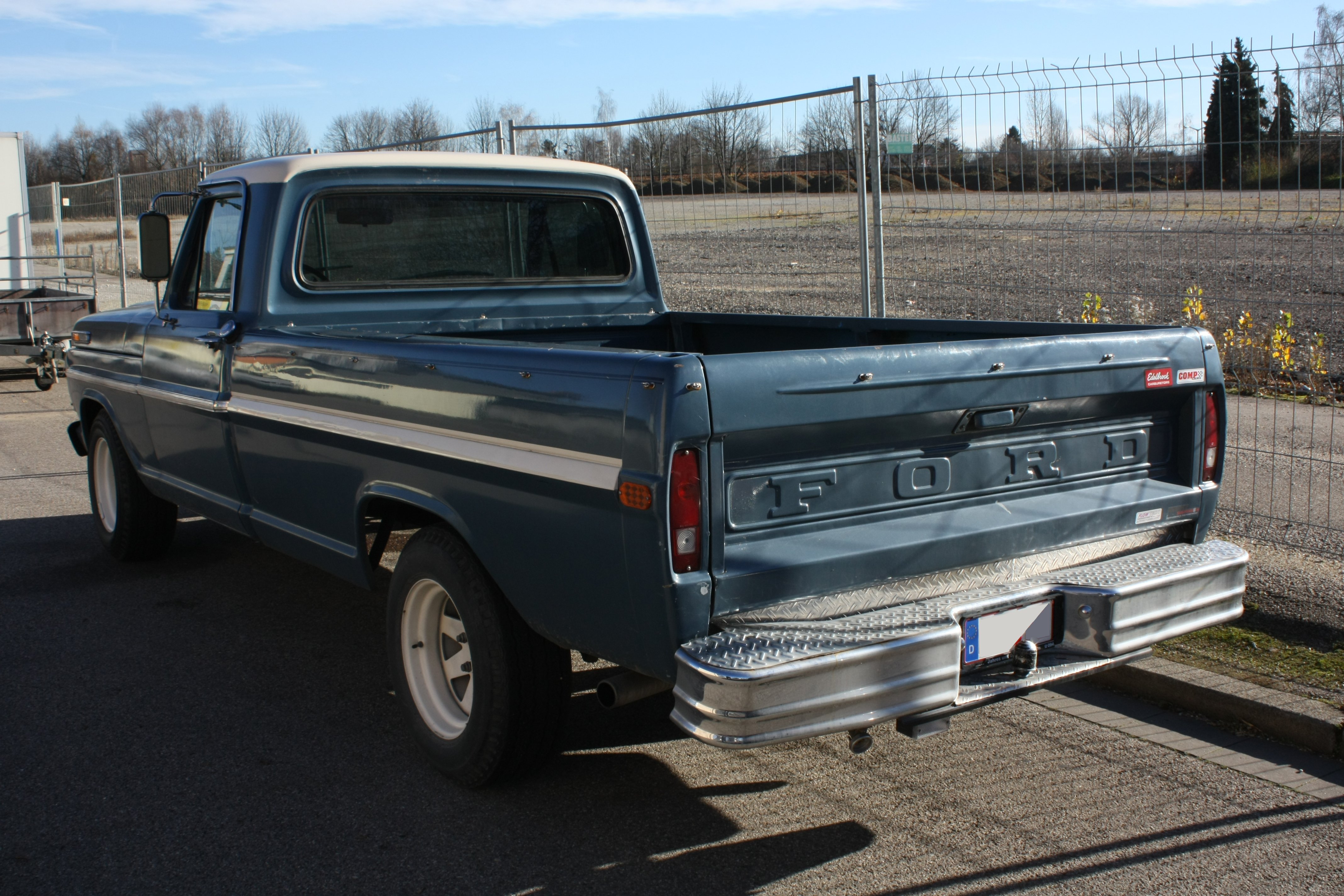
Ford F-Series V – tył

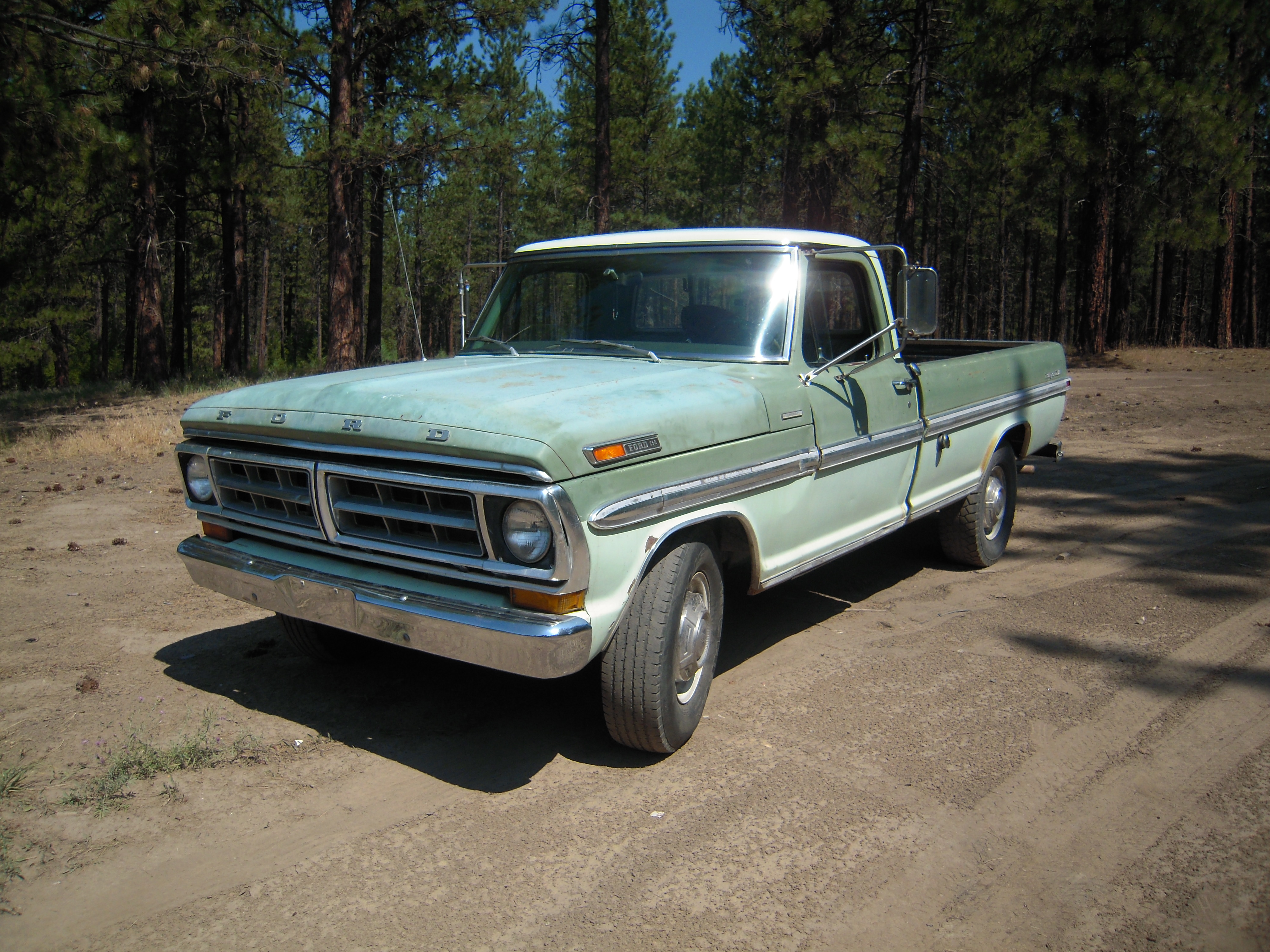
Ford F-250 V

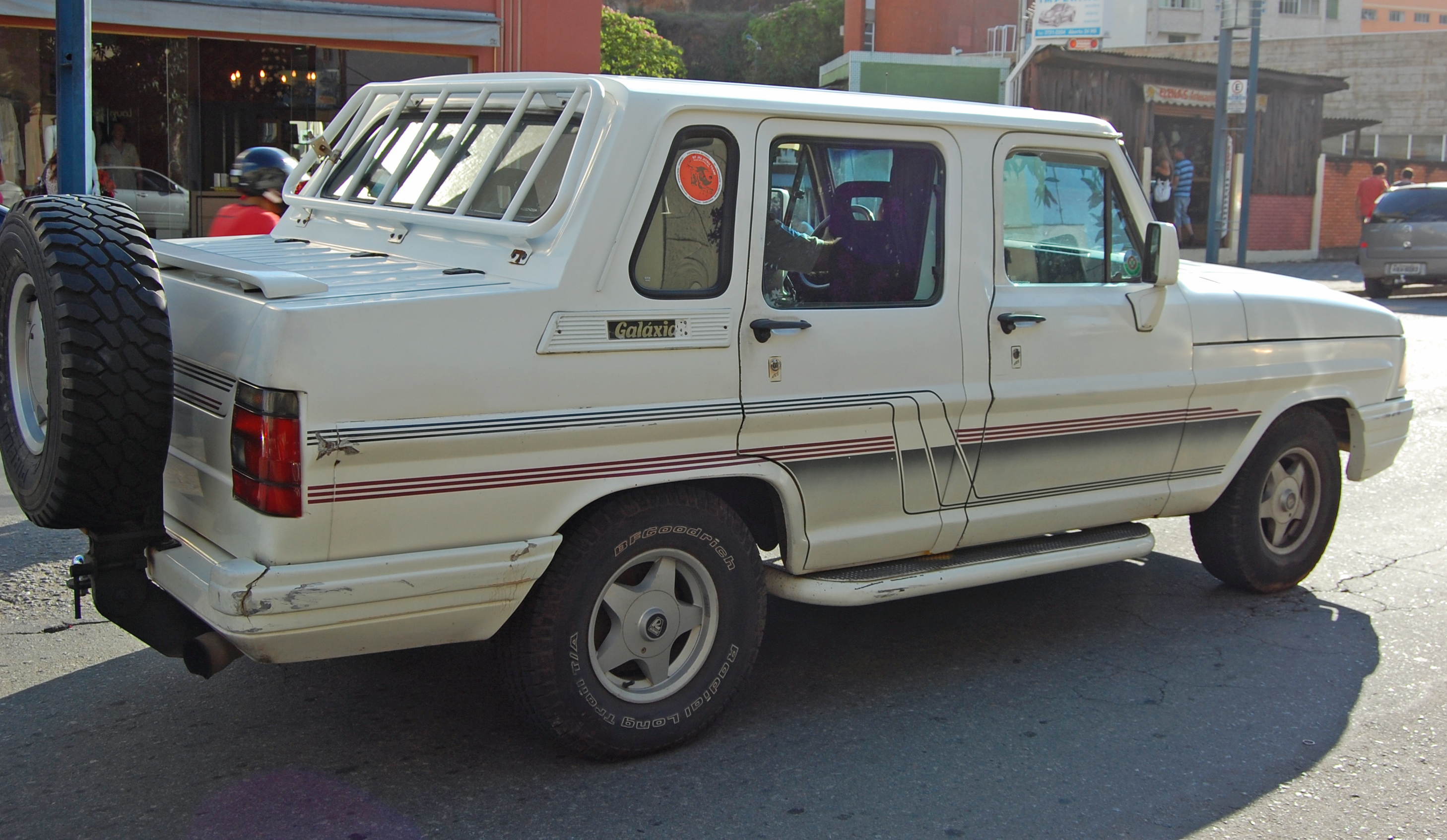
brazylijski Ford F-1000 Galáxia

Ford F-Series V został zaprezentowany po raz pierwszy w 1966 roku.
Piąta generacja F-Series była głęboko zmodernizowanym poprzednikiem, będąc gruntownie przestylizowanym rozwinięciem zastosowanej już w 1961 roku koncepcji. Z przodu pojawiła się większa, chromowana atrapa chłodnicy z poziomo ulokowanymi poprzeczkami, a okrągłe reflektory pozostały szeroko rozstawione.
Charakterystycznym rozwiązaniem było dwukolorowe malowanie nadwozia dostępne opcjonalnie. Podobnie jak dotychczas, F-Series V oferowany był różnych wariantach nadwoziowych cechujących się m.in. różnymi rozstawami osi i wysokością nadwozia.

### Brazylia
Na rynku brazylijskim piąta generacja Forda produkowana była o 20 lat dłużej w stosunku do oryginalnego wariantu w Ameryce Północnej, do 1992 roku pod nazwą Ford F1000.
W międzyczasie samochód przeszedł liczne modernizacje nadwozia, obejmujące głównie wygląd pasa przedniego w celu nadania mu nowocześniejszych kształtów. Samochód był bazą do licznych konwersji dokonywanych przez lokalne, brazylijskie przedsiębiorstwa, na czele z odmianą sedan o przydomku Galáxia, którą wykonało Auto Renovadora Boff.

### Modele
- F-100 - ładowność ½ tony
- F-100 - ładowność ½ tony, AWD
- F-250 - ładowność ¾ tony
- F-250 - ładowność ¾ tony, AWD
- F-350 - ładowność 1 tona

### Silniki
- R6 3.9l 150 KM
- R6 4.9l 170 KM
- V8 5.8l 208 KM
- V8 5.9l 215 KM
- V8 6.4l 255 KM
- V8 4.9l 205 KM

## Szósta generacja

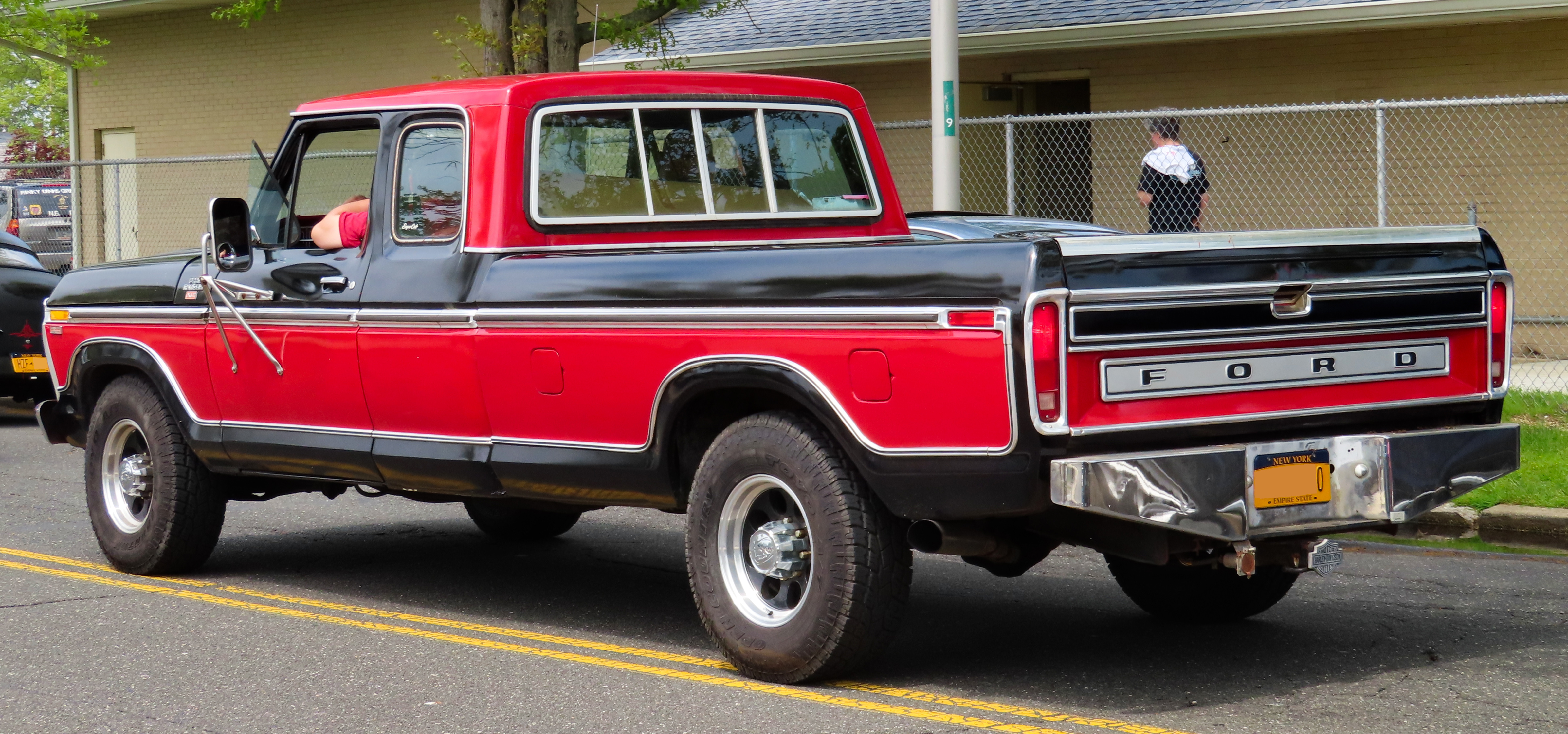
Ford F-Series VI – tył

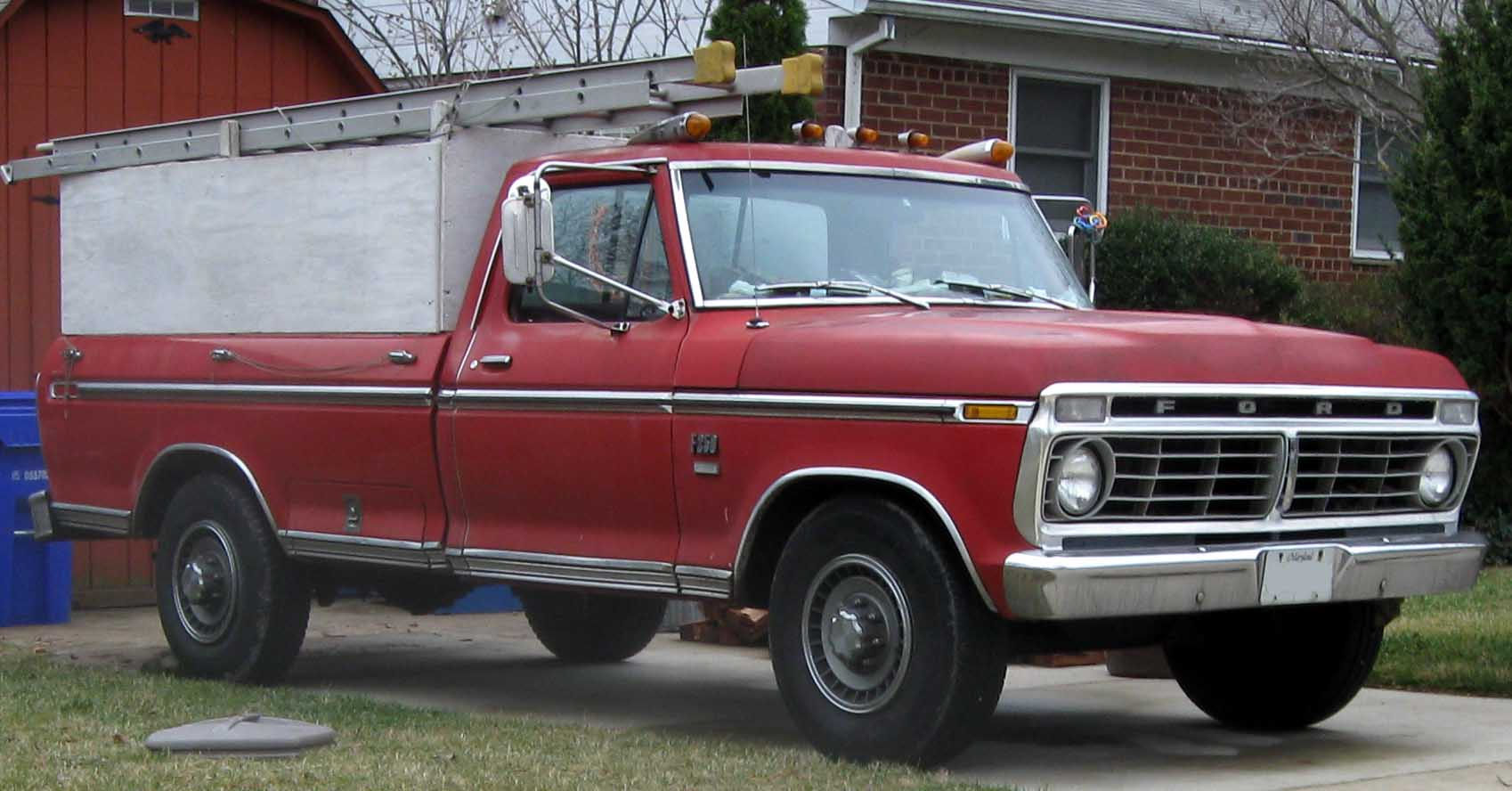
Ford F-350 VI

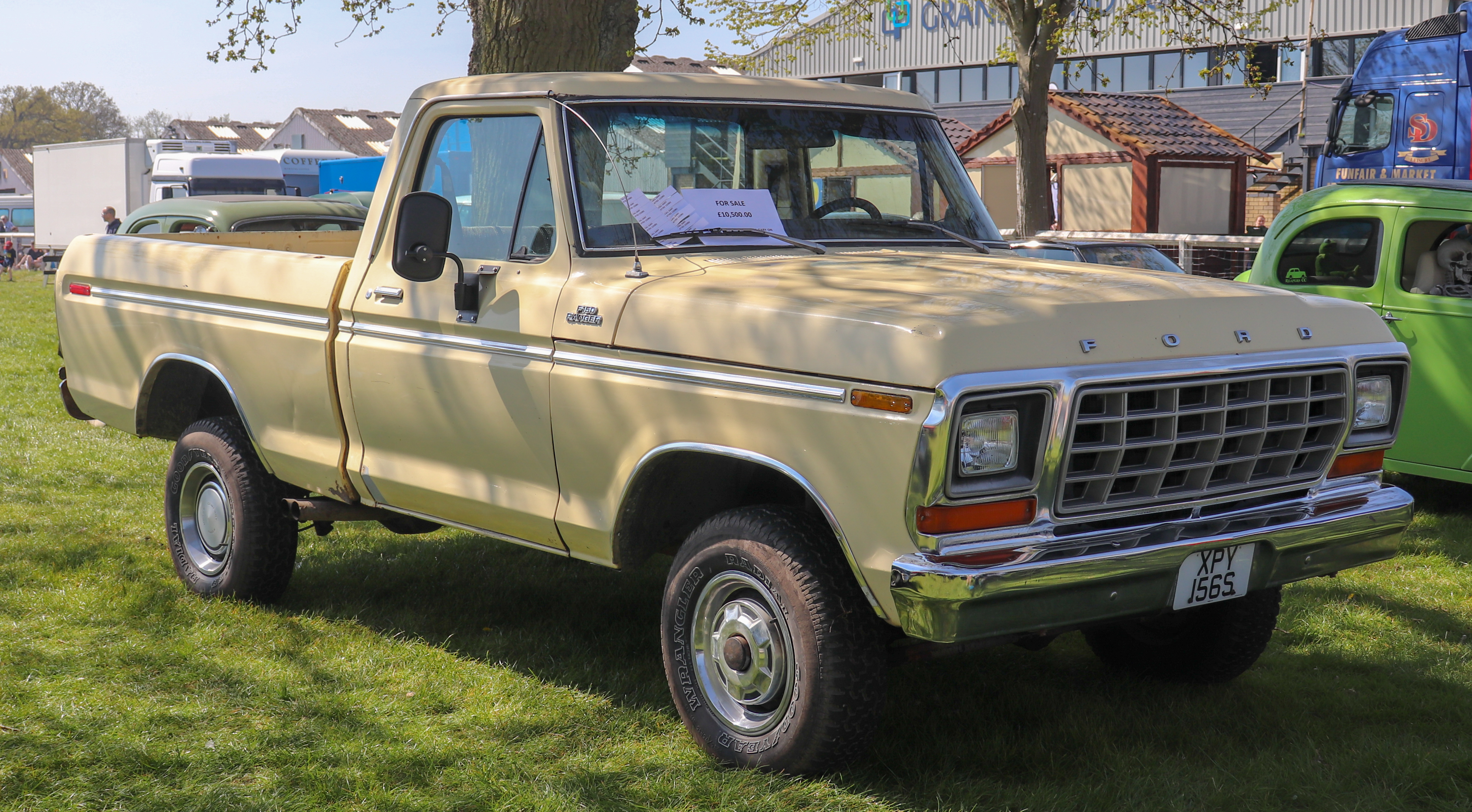
Ford F-Series VI po liftingu

Ford F-Series VI został zaprezentowany po raz pierwszy w 1972 roku.
F-Series szóstej generacji ponownie przeszedł ewolucyjny zakres zmian w stosunku do poprzednika. Pas przedni zdobiła tym razem duża, dwuczęściowa atrapa chłodnicy w czarnym kolorze, którą dzieliła chromowana poprzeczka. Ponadto, nad nią znajdowały się oddzielne klosze kierunkowskazów, a reflektory po raz ostatni miały okrągły kształt.

### Lifting
W 1978 roku Ford przedstawił F-Series szóstej generacji po obszernej modernizacji, która objęła wygląd pasa przedniego. Po raz pierwszy w historii, pełnowymiarowy pickup marki otrzymał prostokątne reflektory. Ponadto zmienił się kształt atrapy chłodnicy i zderzaka.

### Modele
- F100, F101, F102, F103, F104, F105, F106, F107, F108, F109, F10N – ładowność ½ tony
- F110, F111, F112, F113 – ładowność ½ tony, AWD
- F150, F151 – ładowność ½ tony
- F140, F141, F142, F143 – ładowność ½ tony, AWD
- F250, F251, F252, F253, F254, F255, F256, F257, F258, F259 – ładowność ¾ tony
- 260, F261, F262, F263, F264, F265, F266 – ładowność ¾ tony, AWD
- F350, F350, F351, F352, F353, F354, F355, F356, F357, F358, F359, F35P – ładowność 1 tona
- F360 – ładowność 1 tona, AWD

### Silniki
- R6 3.9l
- R6 4.9l 117 KM
- V8 5.8l 156 KM
- V8 5.9l 143 KM
- V8 6.4l 195 KM
- V8 6.6l 169 KM
- V8 7.5l 200-220 KM

## Siódma generacja

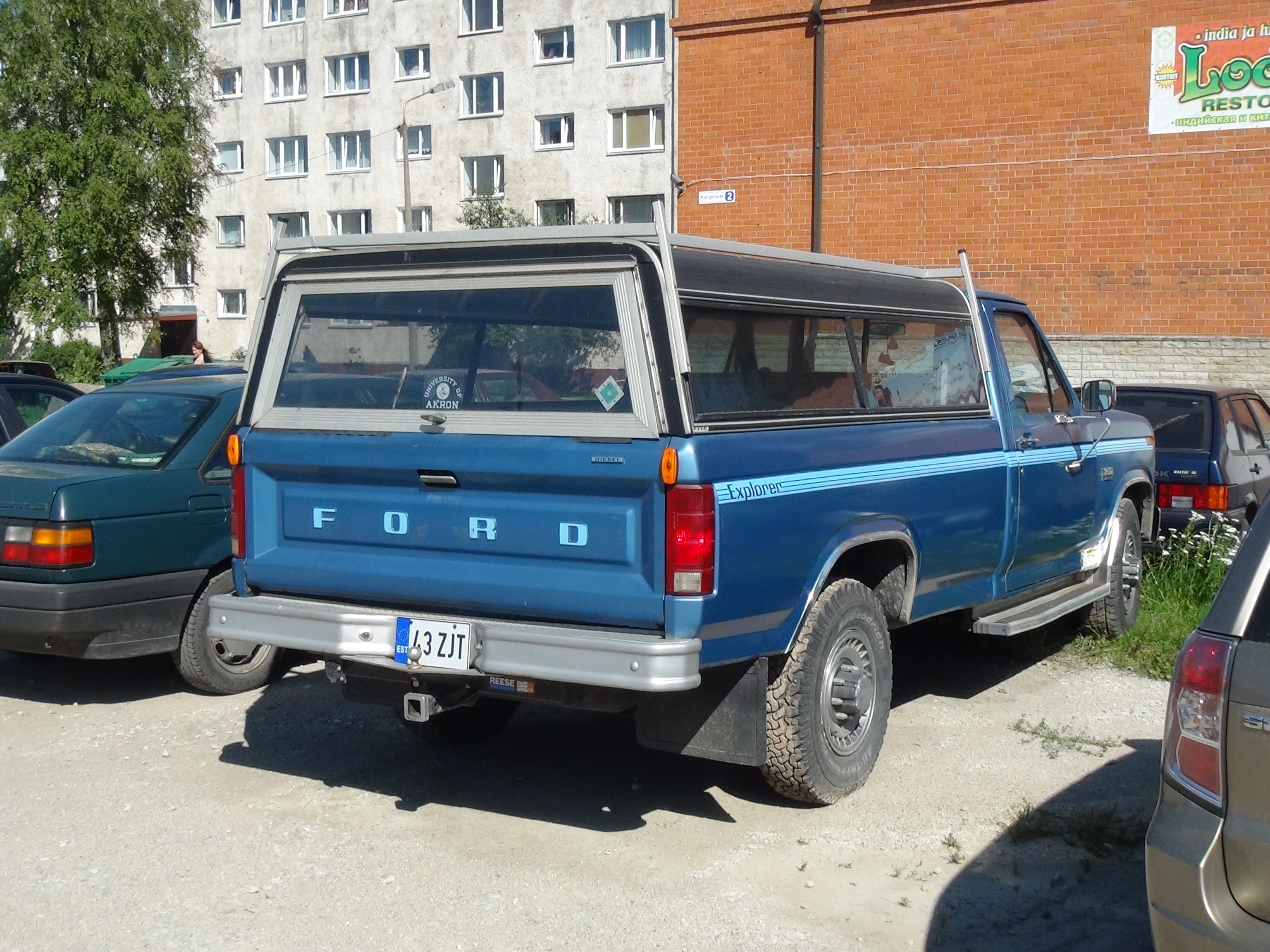
Ford F-Series VII – tył

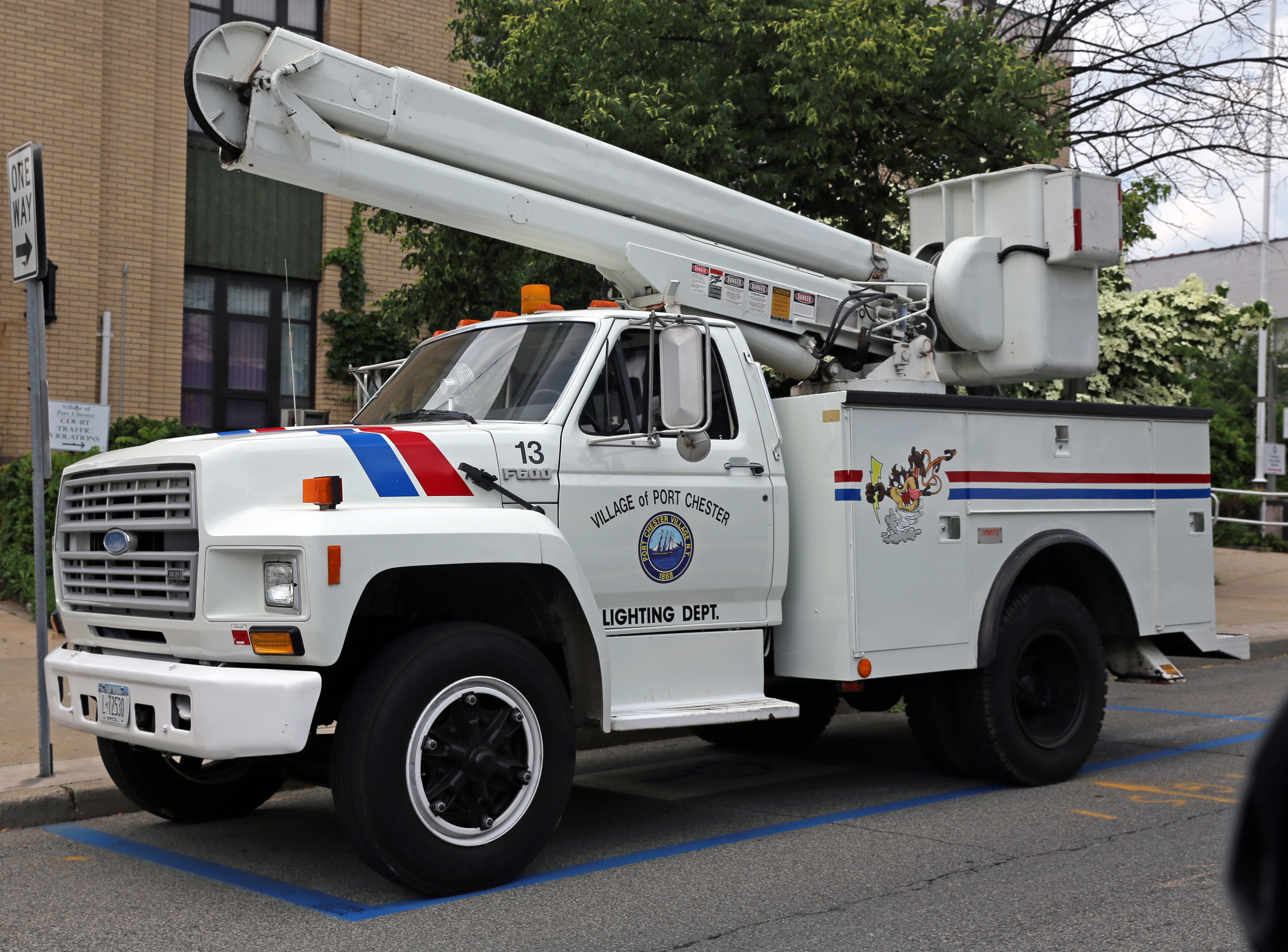
Ford F-600 VII

Ford F-Series VII został zaprezentowany po raz pierwszy w 1979 roku.
Siódma generacja Forda F-Series przeszła głęboki zakres zmian w stosunku do poprzednika. Nadwozie zyskało bardziej kanciaste kształty, z dużą atrapą chłodnicy utrzymaną w motywie kraty. Pas przedni zdobyły wyżej osadzone kanciaste reflektory, a kierunkowskazy zostały tym razem umieszczone pod nimi.

### Medium Truck
Oferta cięższych i większych wariantów ciężarowych tym razem w dużym stopniu odróżniała się wizualnie od podstawowego F-Series, mając wyraźnie wyższą karoserię i inną stylistykę pasa przedniego.

### Wersje wyposażeniowe
- Base
- XL
- XLS
- XLT Arkan
- Explorer
- Eddie Bauer

### Silniki
- L6 4.1l Diesel
- L6 4.1l Turbo Diesel
- L6 4.9l 300
- V6 3.8l Essex
- V8 4.9l Windsor
- V8 5.8l Windsor
- V8 6.9l International
- V8 7.3l International
- V8 7.5l 385

## Ósma generacja

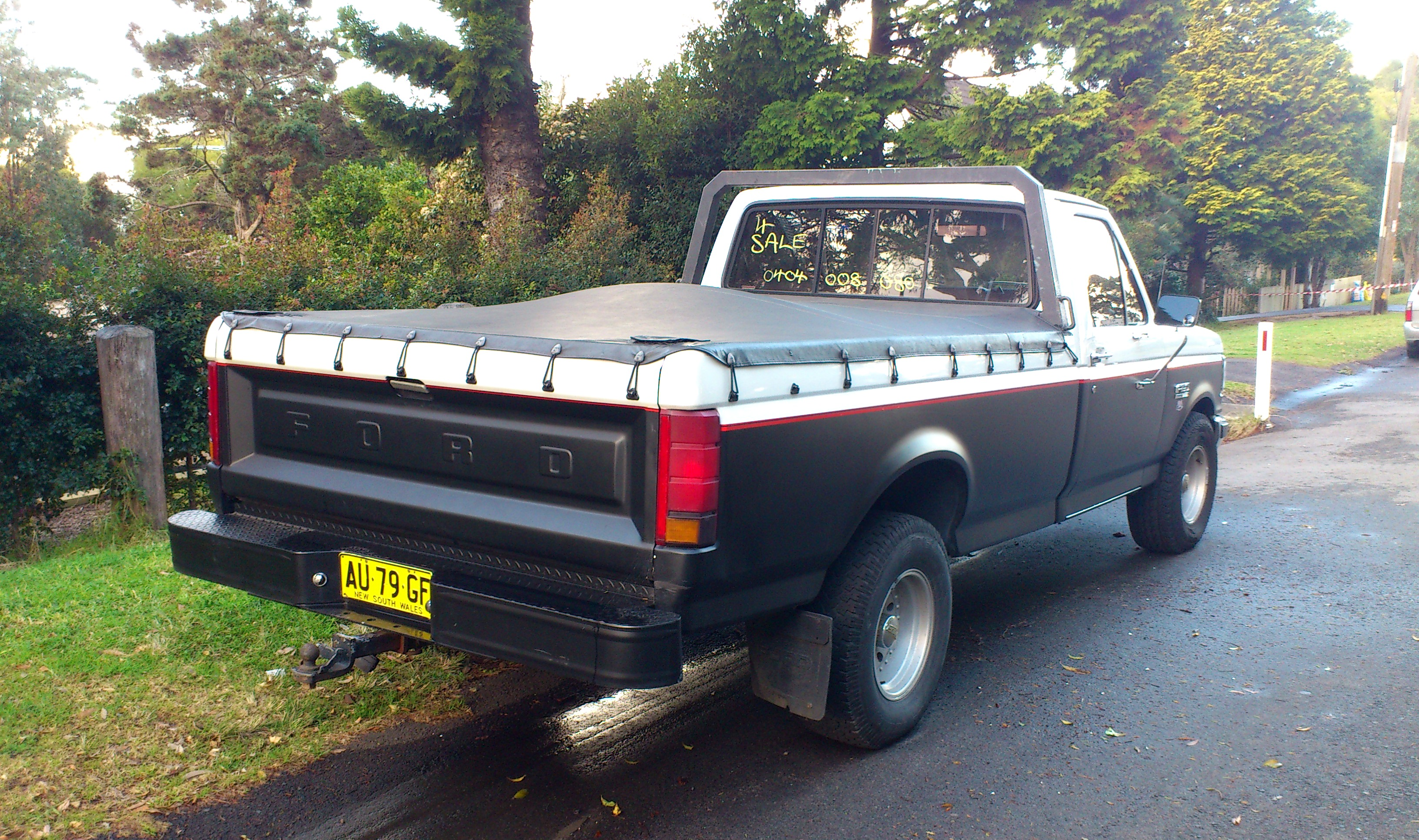
Ford F-Series VIII – tył

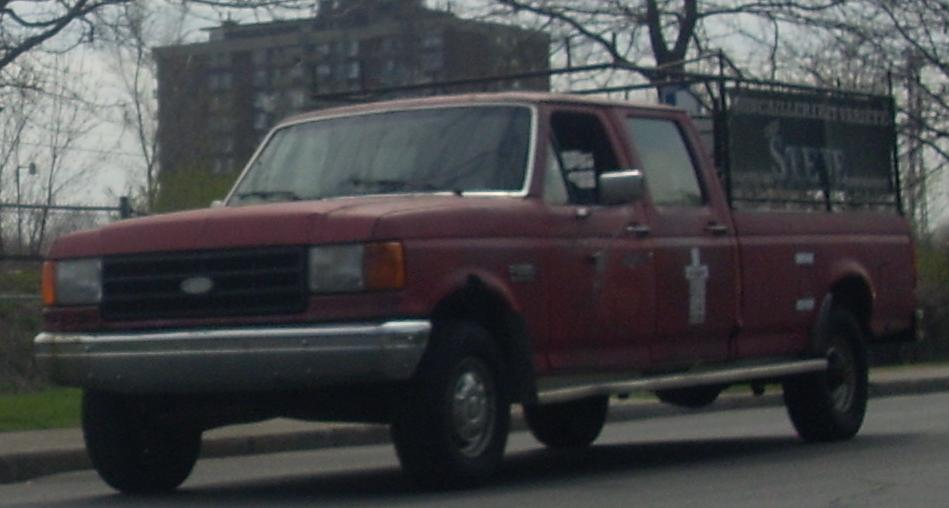
Ford F-250 VIII

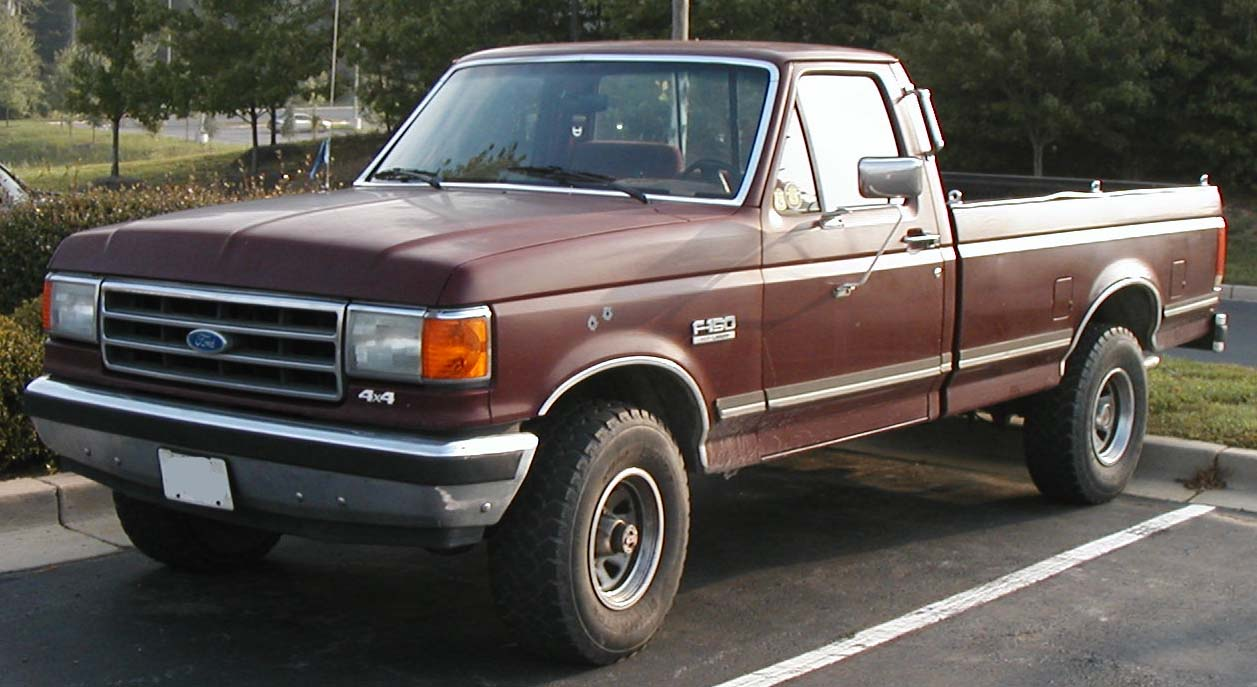
Ford F-Series VIII po liftingu

Ford F-Series VIII został zaprezentowany po raz pierwszy w 1986 roku.
Ósma generacja Forda F-Series przeszła ewolucyjny zakres zmian w stosunku do poprzednika. Nadwozie zyskało bardziej zaokrąglone kanty, a także większe, dwuczęściowe reflektory o prostokątnym kształcie. Pomarańczowe kierunkowskazy umieszczono na rogach błotników, a zderzaki zostały wykonane z chromu. Tylna część pozostała nieznacznie zmodyfikowana w stosunku do poprzednika.

### Lifting
W 1990 roku Ford przedstawił F-Series VIII po drobnej modernizacji. Zmieniono wkłady reflektorów, a także pojawiły się jednokolorowe klosze kierunkowskazów.

### Modele
- F-150 – ładowność ½ tony
- F-250 – ładowność ¾ tony
- F-350 – ładowność 1 tona

### Wersje wyposażeniowe
- Custom
- XL
- XLT
- XLT Arkan
- Nite

### Silniki
- L6 4.1l Diesel
- L6 4.1l Turbo Diesel
- L6 4.9l 300
- V6 3.8l Essex
- V8 4.9l Windsor
- V8 5.8l Windsor
- V8 6.9l International
- V8 7.3l International
- V8 7.5l 385

## Dziewiąta generacja

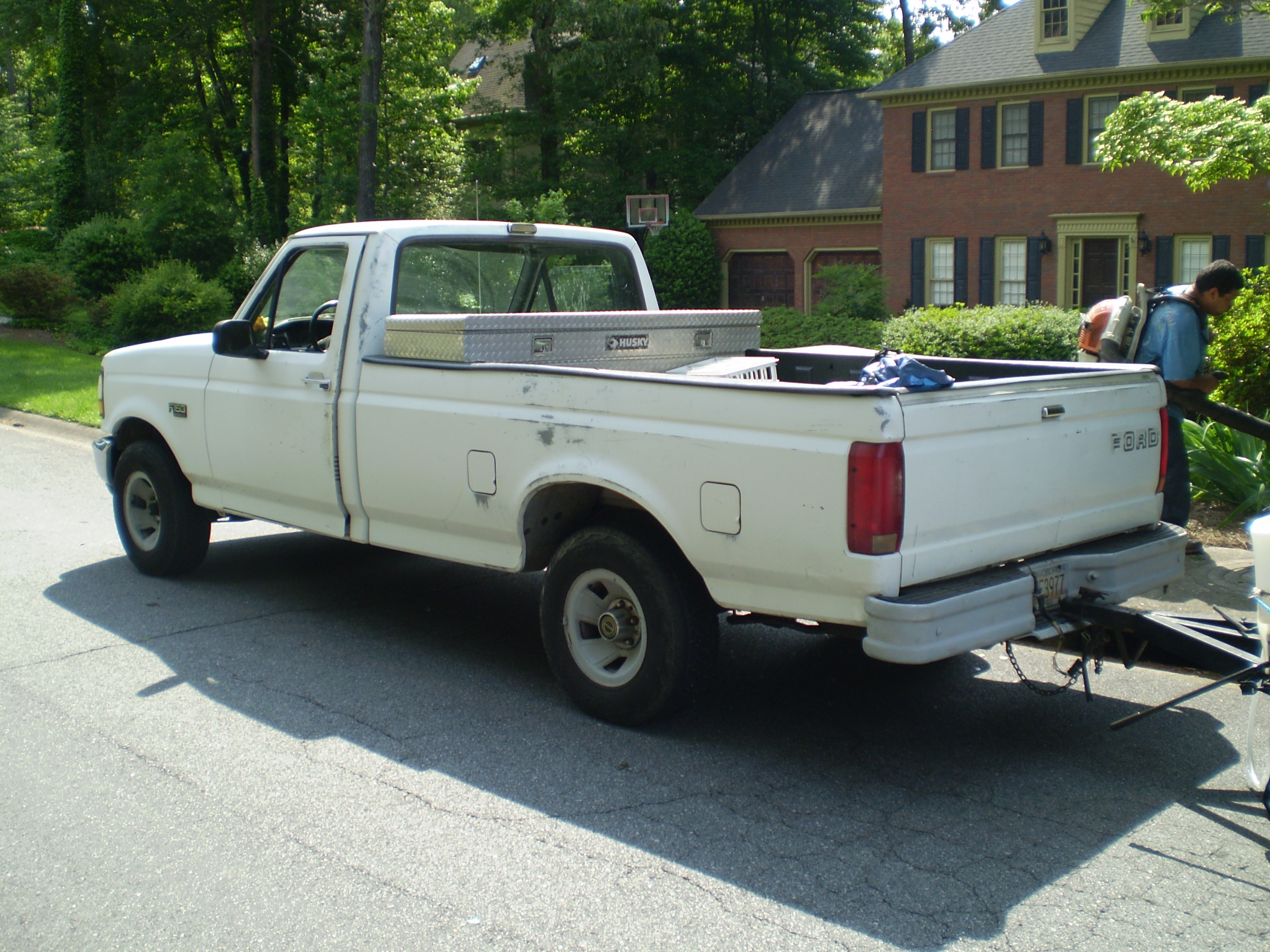
Ford F-Series IX – tył

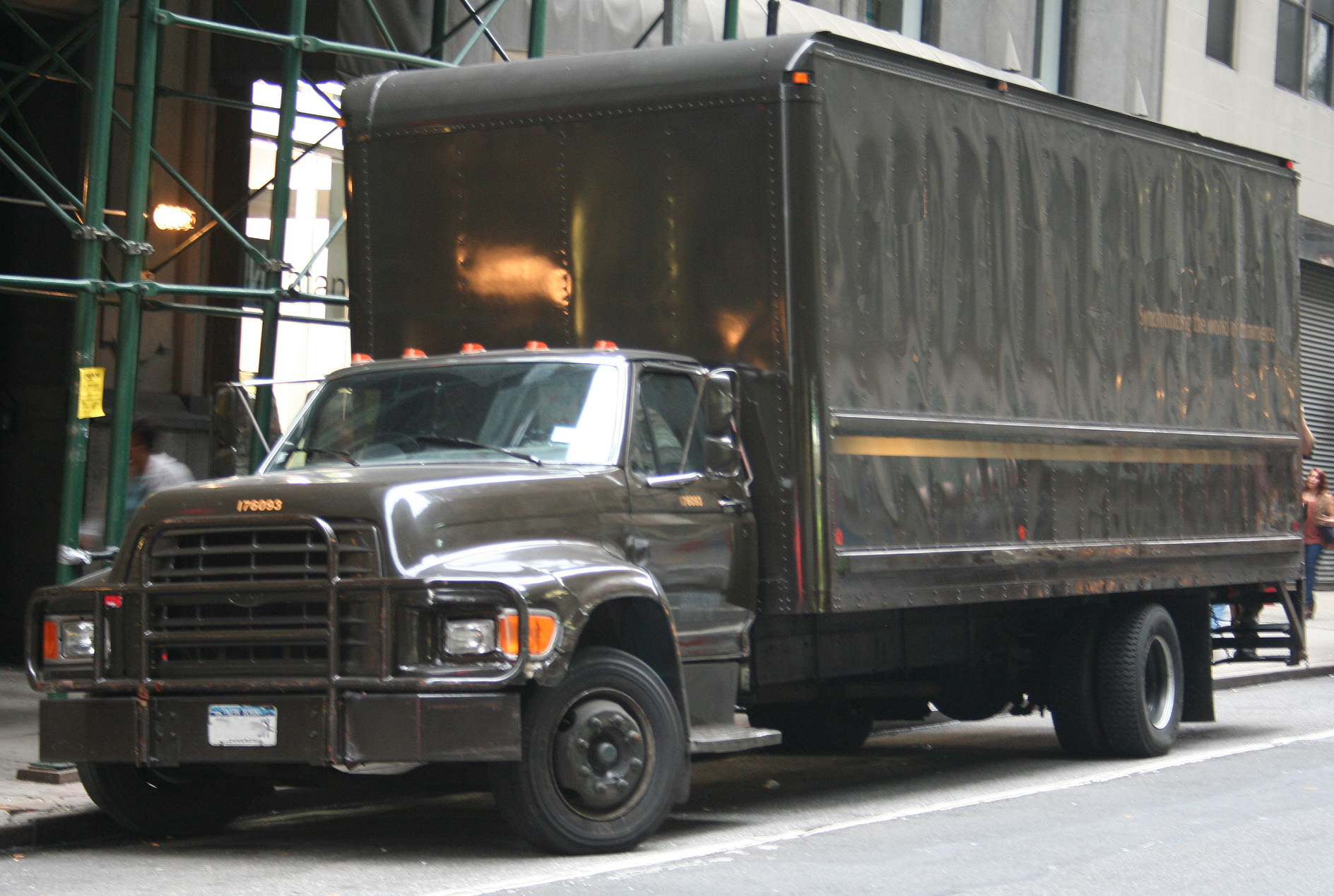
Ford F-600 IX

Ford F-Series IX został zaprezentowany po raz pierwszy w 1991 roku.
Dziewiąta generacja Forda F-Series była ponownie głęboko zmodernizowanym modelem z 1979 roku, przechodząc ewolucyjne i mało rozległe zmiany pod kątem wizualnym. Pojawił się nowy pas przedni z większymi, prostokątnymi reflektorami, a także inaczej ukształtowana chromowana atrapa chłodnicy. Kierunkowskazy ponownie umieszczono w pasku poniżej reflektora. W 1996 roku model F-150 zdobył tytuł North American Truck of the Year.

### Medium Duty
Gama nadwoziowa składała się zarówno z podstawowego pickupa, jak i większych wariantów ciężarowych o różnych rozstawach osi. Ponownie zyskały one inny wygląd kabiny pasażerskiej, charakteryzując się zupełnie inną stylistyką. Po raz ostatni w historii ciężarowe warianty F-Series były oferowane jako integralna część tej linii modelowej.

### Wersje wyposażeniowe
- XL
- XLT
- Nite
- SVT Lightning
- Eddie Bauer
- Custom

### Silniki
- L6 3.8l Essex
- L6 4.9l Truck Six
- V6 5.0l Windsor
- V8 5.8l Windsor
- V8 7.5l 460
- V8 7.3l IDI
- V8 7.3l IDI
- V8 7.3l Power Stroke

## Dziesiąta generacja

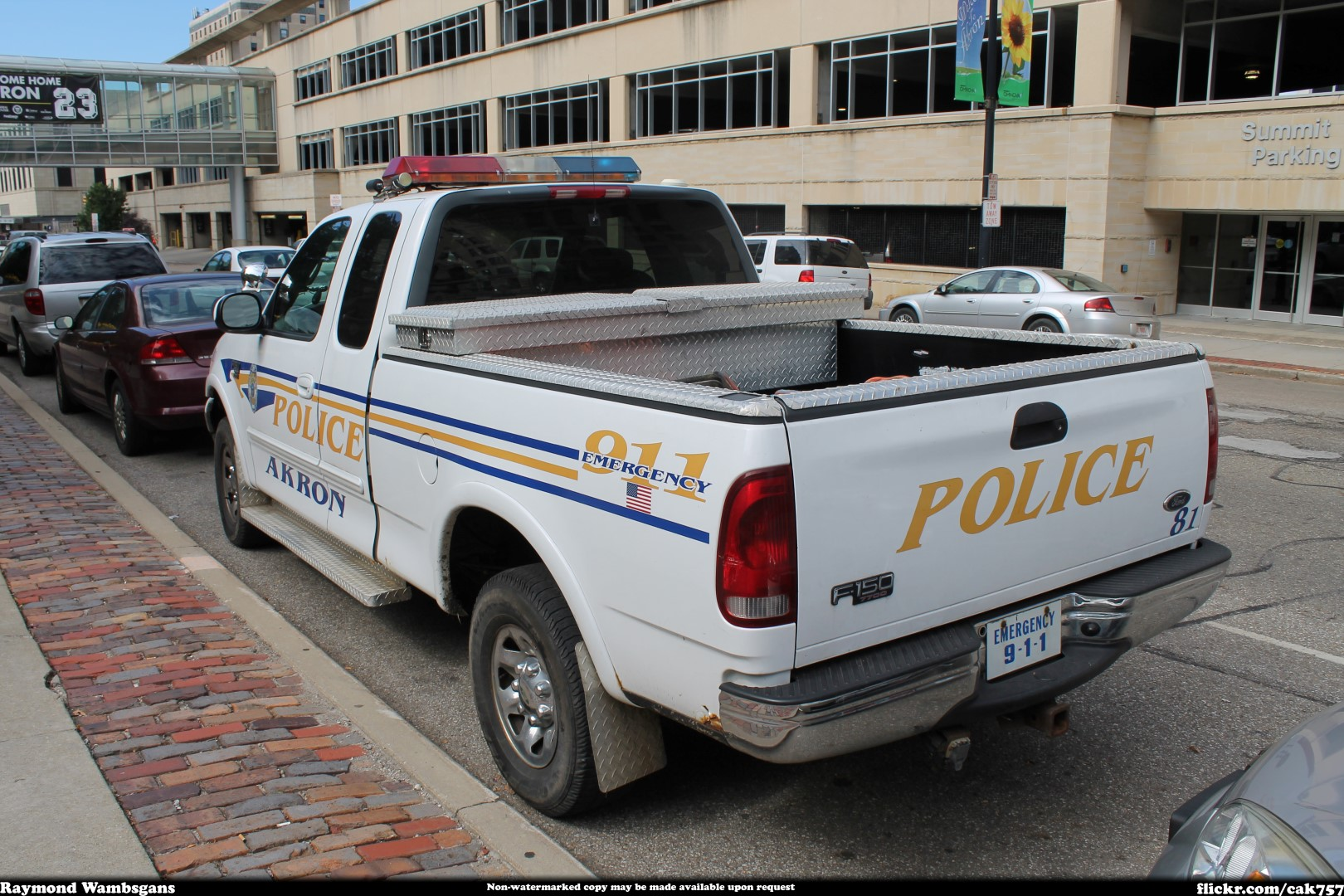
Ford F-Series X – tył

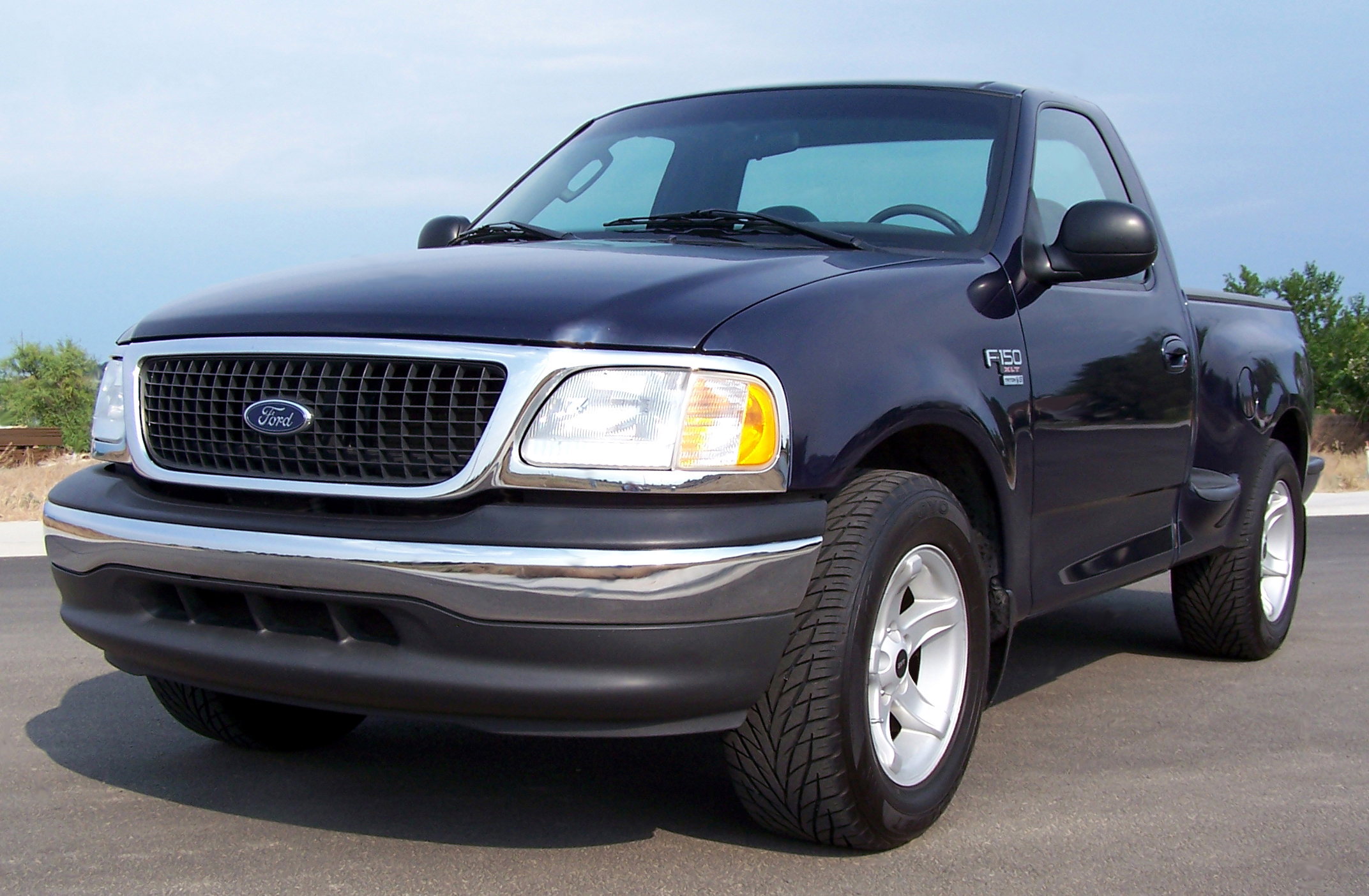
Ford F-Series X po liftingu

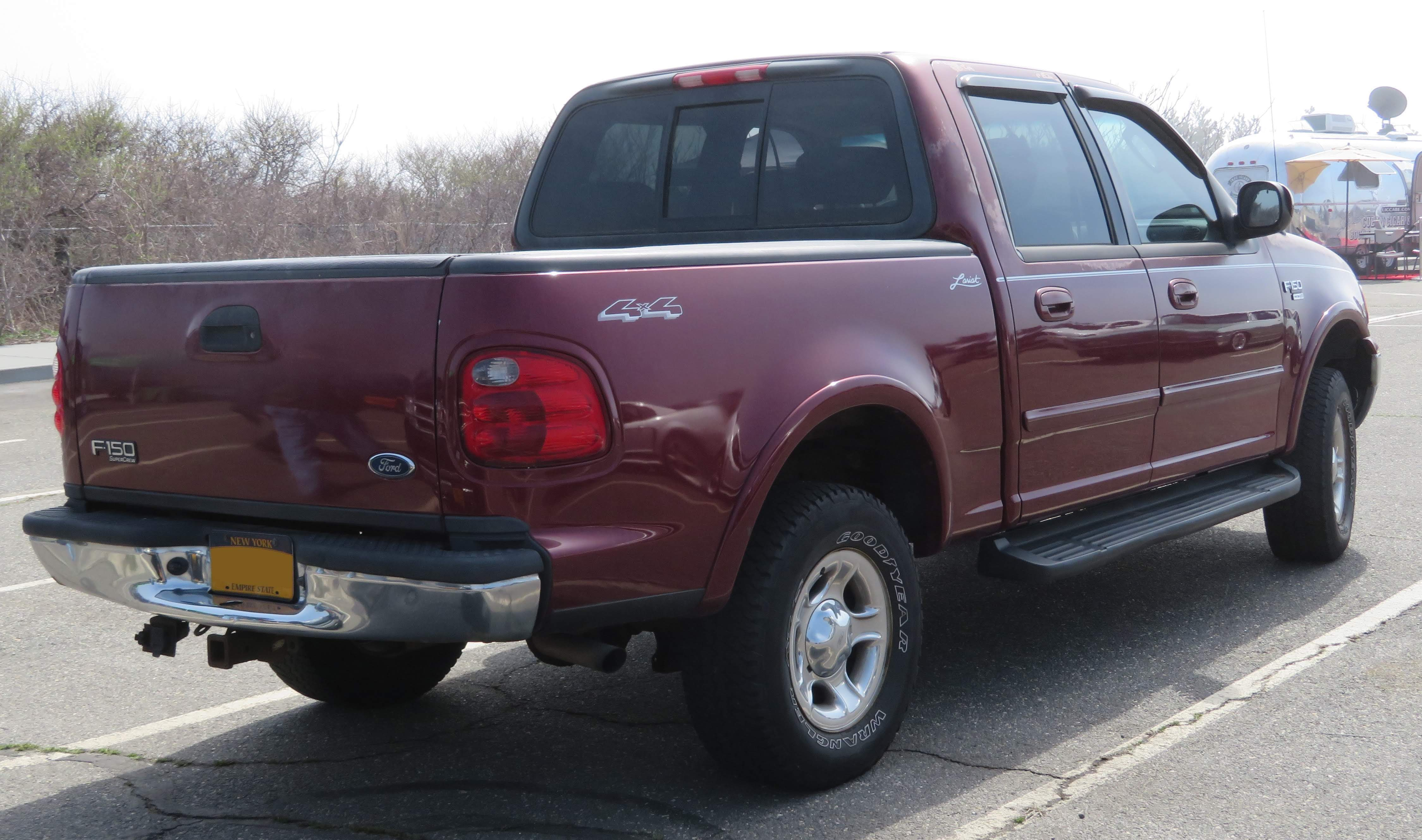
Ford F-Series X – tył po liftingu

Ford F-Series X został zaprezentowany po raz pierwszy w 1995 roku.
Dziesiąta generacja Forda F-Series przeszła największą od lat 70. XX wieku restylizację, powstając na zupełnie nowej platformie od podstaw jako nowy model. F-Series X porzucił znane z poprzedników kanciaste proporcje nadwozia na rzecz obłego, zaokrąglonego wyglądu. Motyw ten widoczny był nie tylko w kształcie lamp i atrapy chłodnicy, ale i klamek czy zderzaków. W 1998 roku modele F250 i F350 zostały wcielone do nowej gamy Super Duty.

### Lifting
W 1999 roku zadebiutował F-Series X po obszernej modernizacji, w ramach której samochód otrzymał zupełnie inny kształt tylnych lamp - obejmował one większą część błotników i stały się bardziej zaokrąglone. Zmieniły się reż reflektory, zyskując większą powierzchnię.

### Silniki
- V6 4.2l Essex 217 KM
- V8 4.6l 220 KM
- V8 4.6l 231 KM
- V8 5.4l 235 KM
- V8 5.4l 260 KM
- V8 5.4l 360 KM
- V8 5.4l 380 KM
- V8 5.4l 340 KM

## Jedenasta generacja

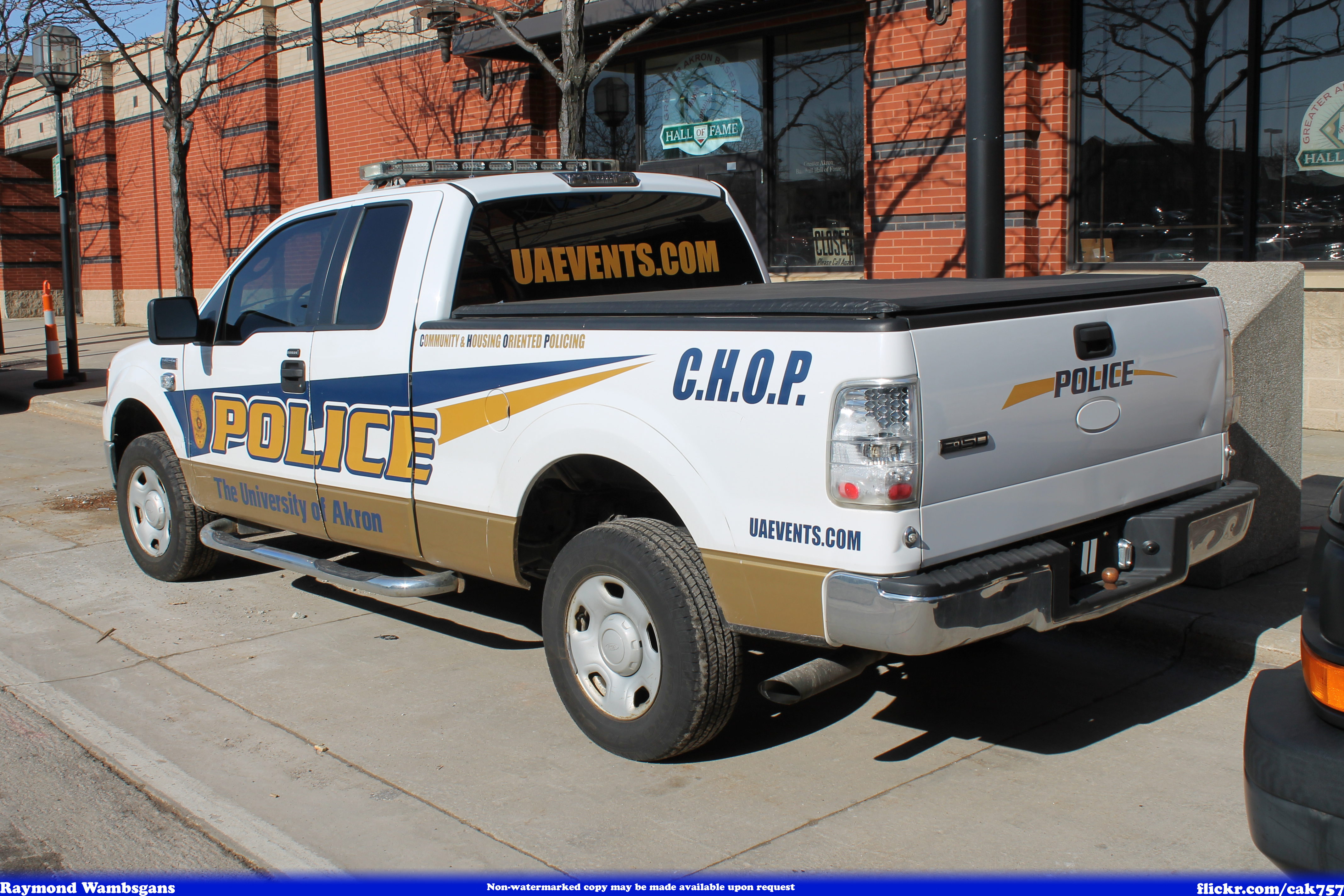
Ford F-Series XI – tył

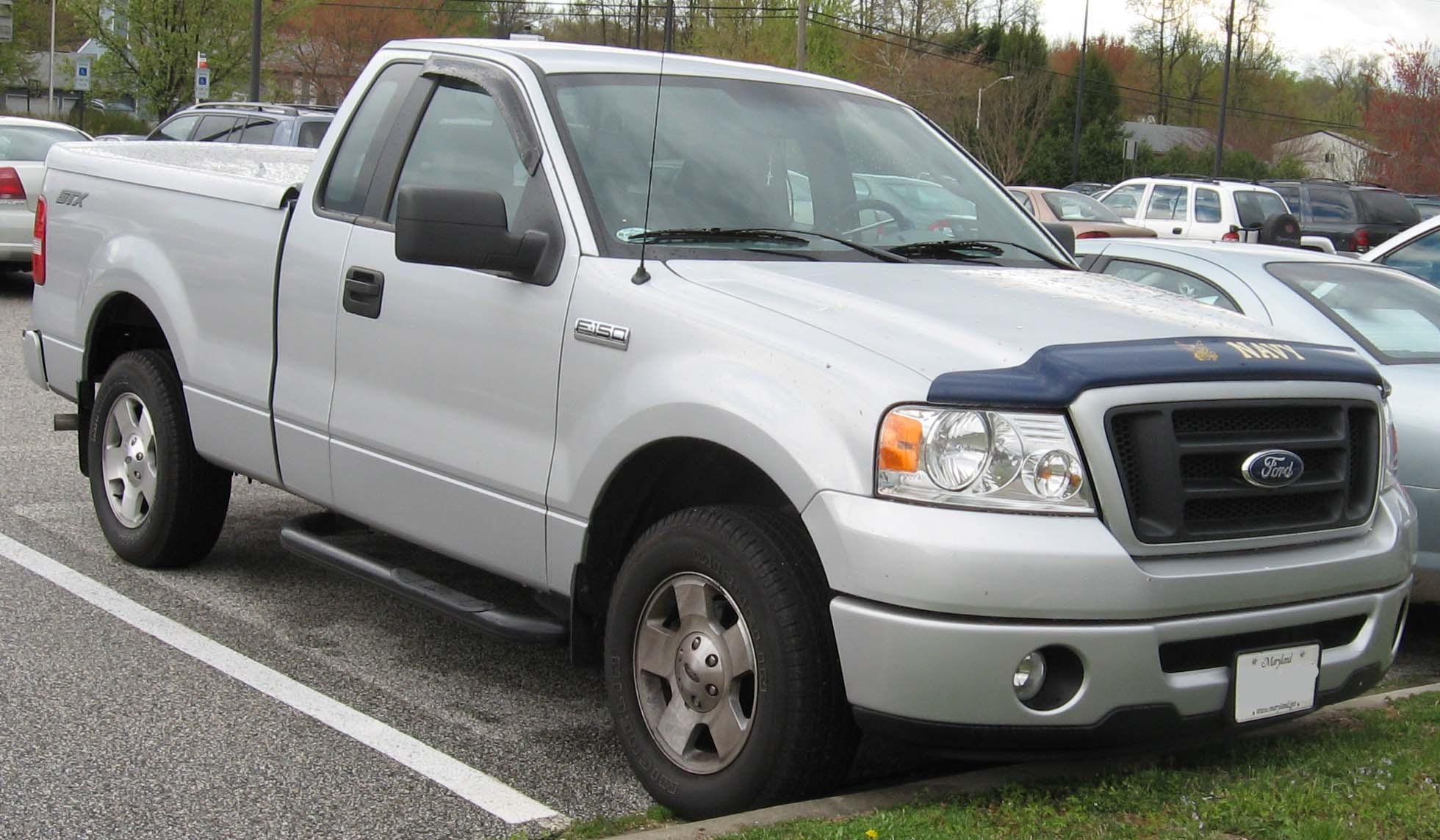
Ford F-Series XI Regular Cab

Ford F-Series XI został zaprezentowany po raz pierwszy w 2003 roku.
Jedenasta generacja F-Series zyskała masywniejsze, bardziej kanciaste nadwozie. Pas przedni zdobiły duże, kanciaste reflektory, z kolei atrapa chłodnica stała się znacznie większa, również zachowując proporcje prostokąta. Charakterystycznym elementem stało się wcięcie u dołu szyb w pierwszej parze drzwi, a także duże kanciaste klamki. W 2004 roku model F-150 zdobył tytuł North American Truck of the Year.
Oferta nadwoziowa po raz kolejny opierała się wyłącznie na różnych wariantach wersji pickup, które odróżniały się głównie długością kabiny oraz poziomem wyposażenia. Ciężarowa odmiana była oferowana już równolegle, jako element oddzielnej linii modelowej Super Duty.

### Silniki
- V6 4.2l 210 KM
- V8 4.6l 231 KM
- V8 4.6l 248 KM
- V8 5.4l 300 KM

## Dwunasta generacja

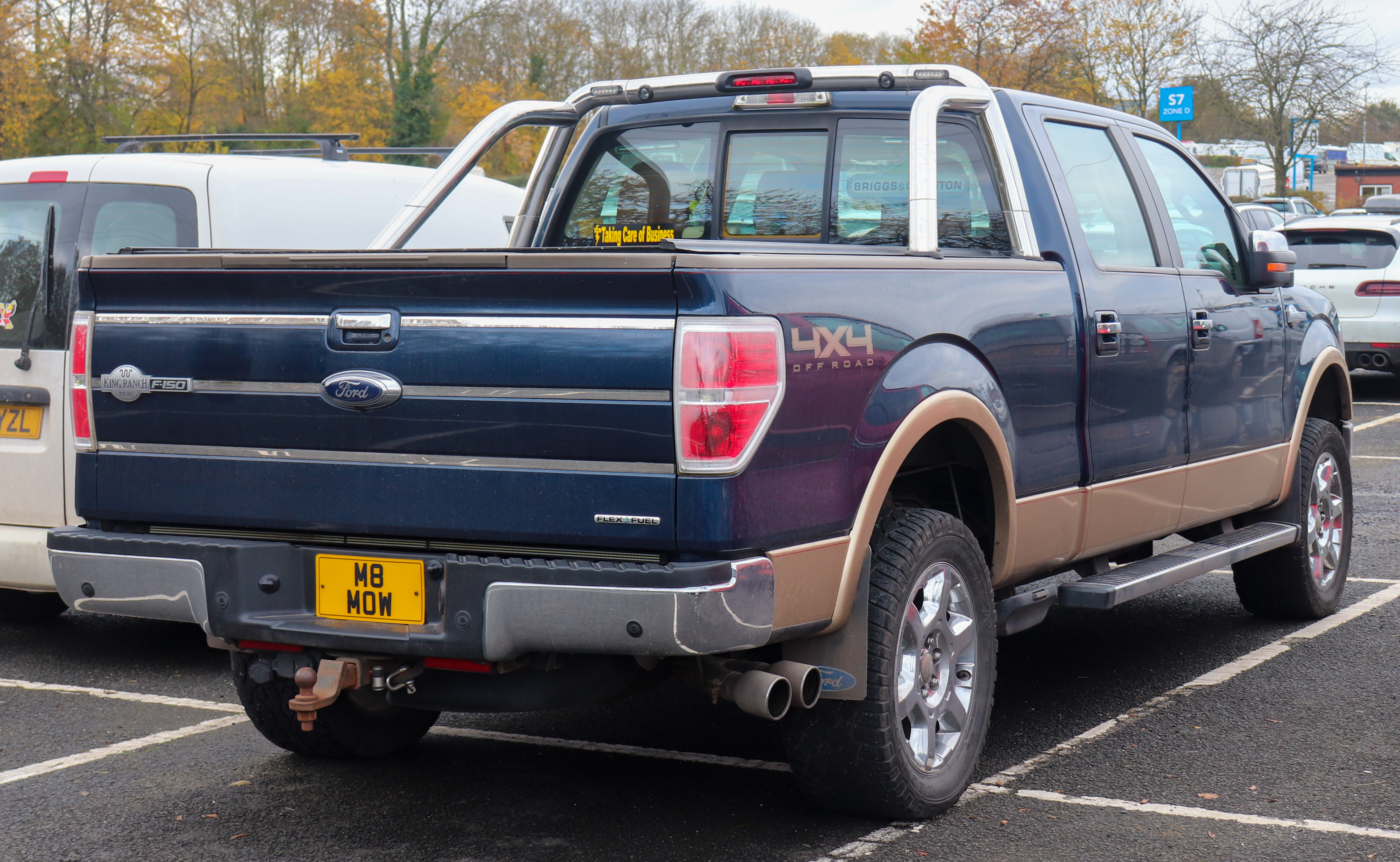
Ford F-Series XII – tył

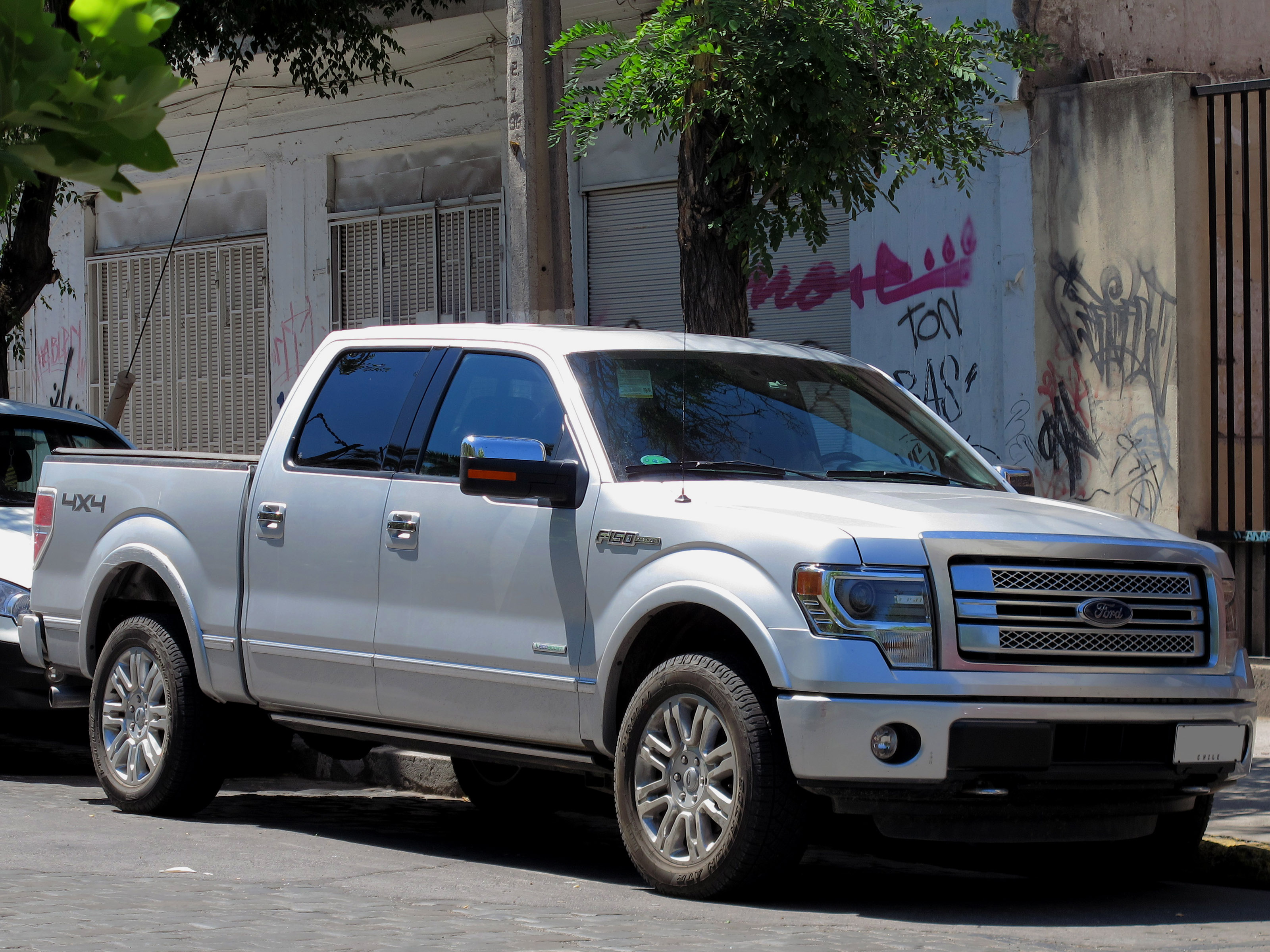
Ford F-Series XII po liftingu

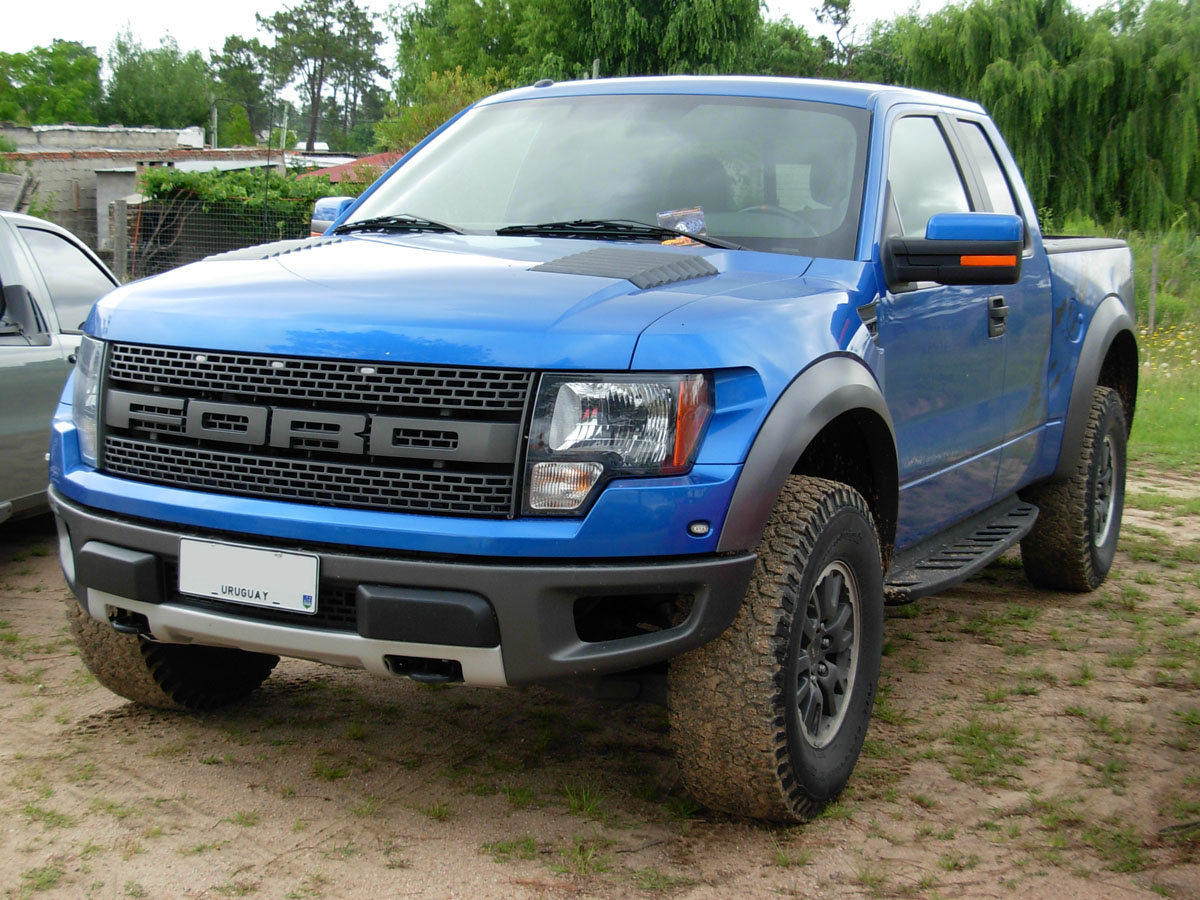
Ford F-150 Raptor

Ford F-Series XII został zaprezentowany po raz pierwszy w 2008 roku.
Podczas targów motoryzacyjnych w Detroit w styczniu 2008 roku miała miejsce premiera kolejnej, dwunastej generacji F-Series. Samochód przeszedł tym razem ewolucyjny zakres zmian w stosunku do poprzednika, zyskując elementy stylistyczne typowe dla innych modeli Forda oferowanych w Ameryce Północnej. Wielokątne reflektory zyskały u dołu kwadratowe wcięcia, z kolei atrapa chłodnicy wykończona była większą ilością chromu. Motyw wielokątnych lamp widoczny był także z tyłu.
Samochód dostępny był w trzech konfiguracjach rozmiarów kabiny pasażerskiej, czterech długościach skrzyni ładunkowej i siedmiu rodzajach wersji wykończenia, co daje łącznie 35 rozmaitych konfiguracji. W 2009 roku model F-150 XII zdobył tytuł North American Truck of the Year. Z kolei w maju 2010 roku wyprodukowano 34-milionowy egzemplarz modelu z serii F od początku produkcji.

### Lifting
W czerwcu 2012 roku Ford F-Series dwunastej generacji przeszedł obszerną moderniację nadwozia, która objęła wygląd przedniego i tylnego pasa, a także kabiny pasażerskiej. Z przodu pojawiły się inne wkłady reflektorów i inny układ atrapy chłodnicy, tylne lampy zyskały nowy układ, a na klapie pojawił się inny wzór.

### F-150 Raptor
W kwietniu 2013 roku na bazie wariantu F-150 powstał model F-150 Raptor. Wyróżniał się on sportowym charakterem, pod którego kątem pojazd przeszedł obszerne modyfikacje wizualne oraz techniczne. Pojawił się inny wygląd atrapy chłodnicy, wyższy prześwit, wyraźniej zaznaczone nadkola, sportowe ogumienie oraz inny wzór alufelg. Samochód napędzał 6,2-litrowy silnik V8 o mocy 411 KM.

### Silniki
- V6 3.5l EcoBoost 365 KM
- V8 4.6l 248 KM
- V8 4.6l 292 KM
- V8 5.0l 360 KM
- V8 5.4l 320 KM
- V8 6.2l 411 KM

## Trzynasta generacja

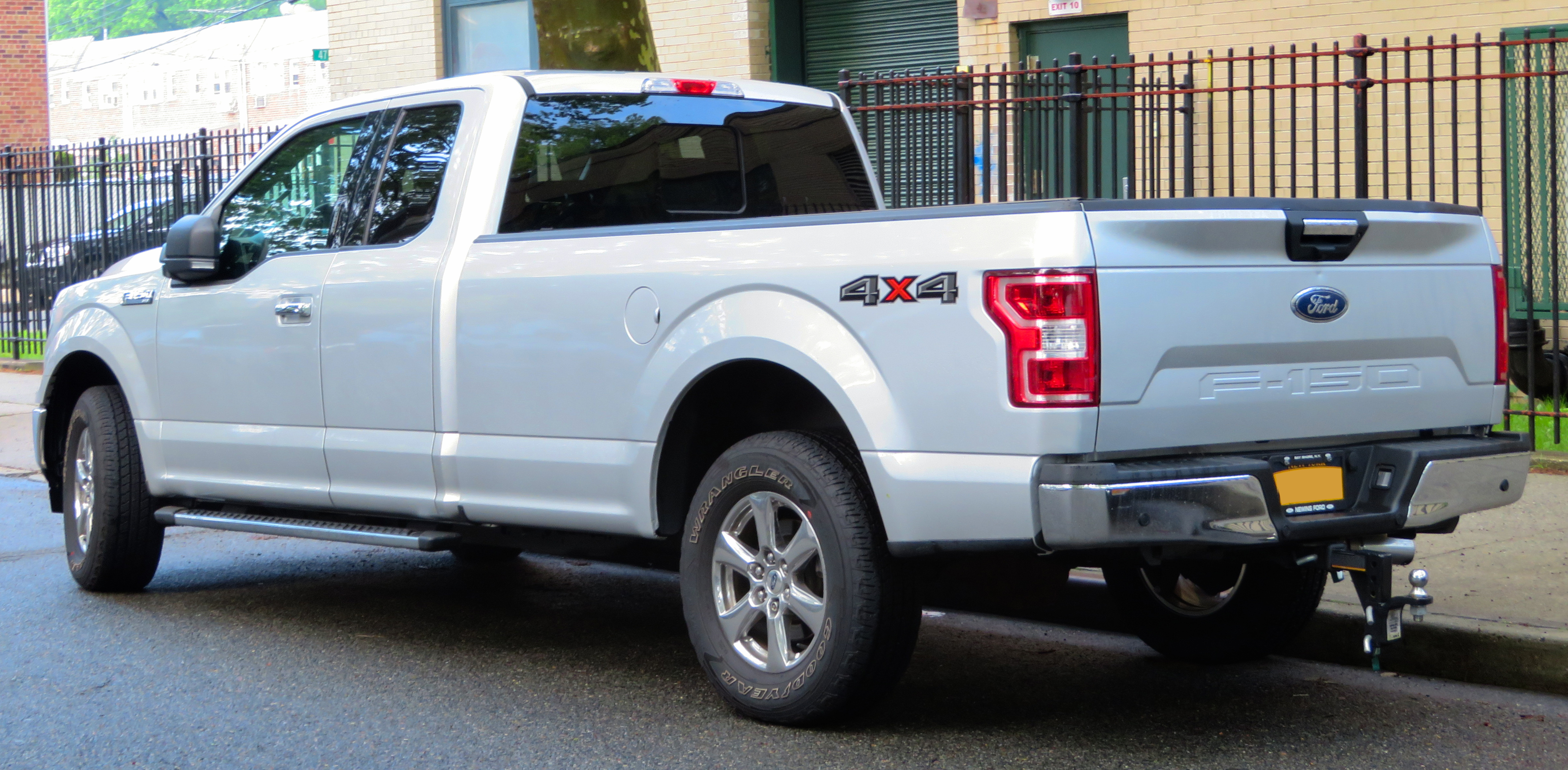
Ford F-Series XIII – tył

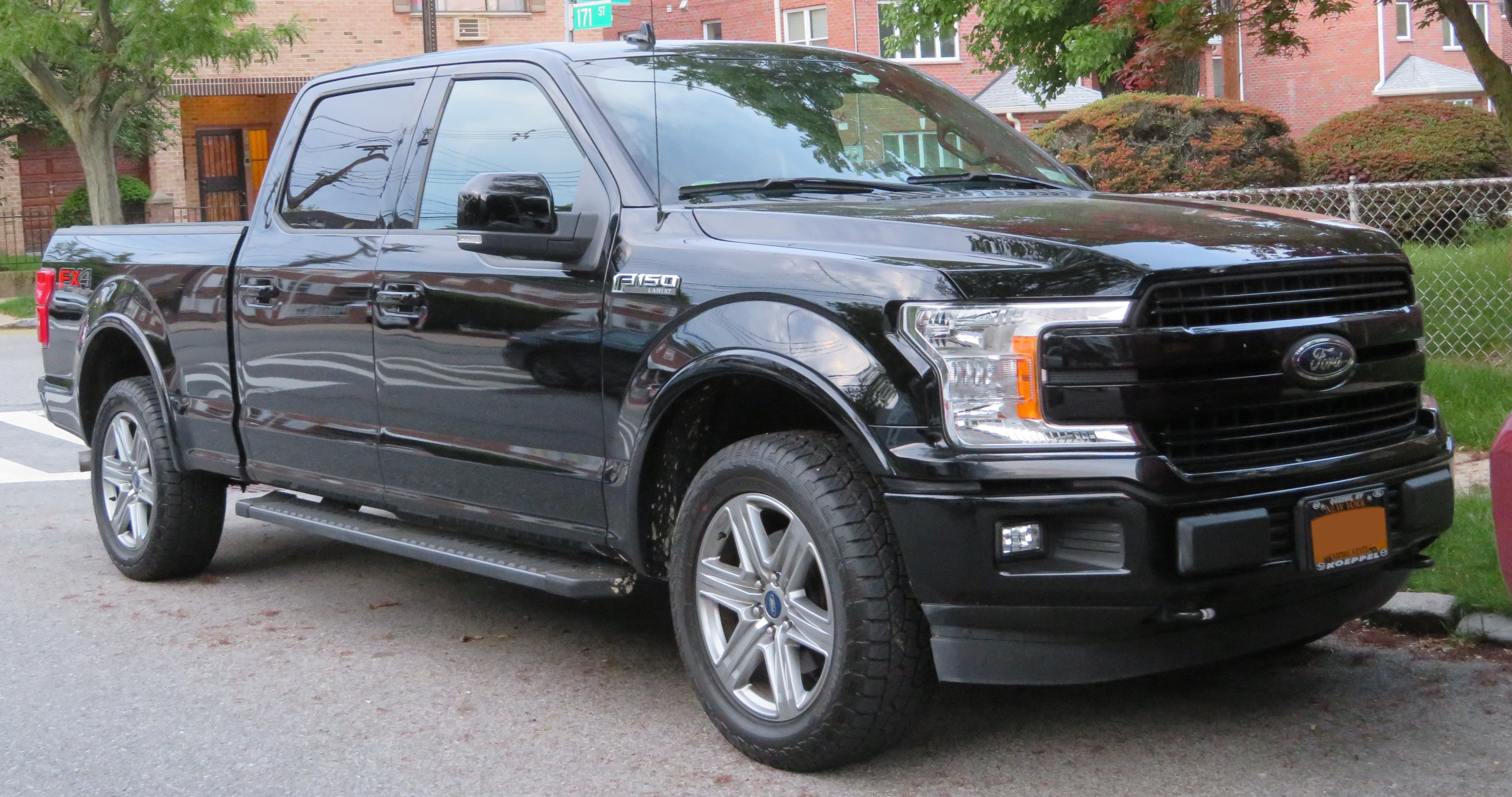
Ford F-Series XIII po liftingu

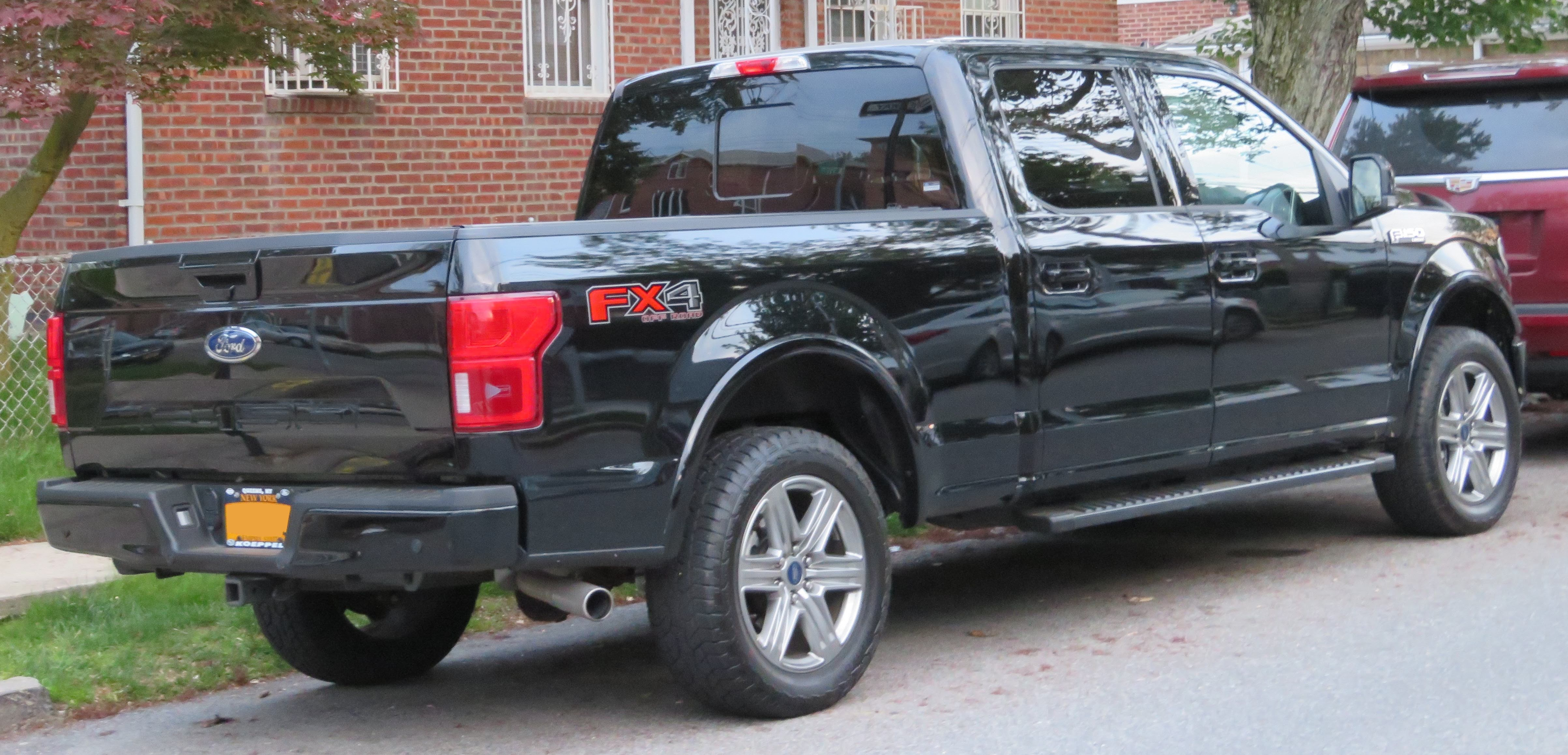
Ford F-Series XIII – tył po liftingu

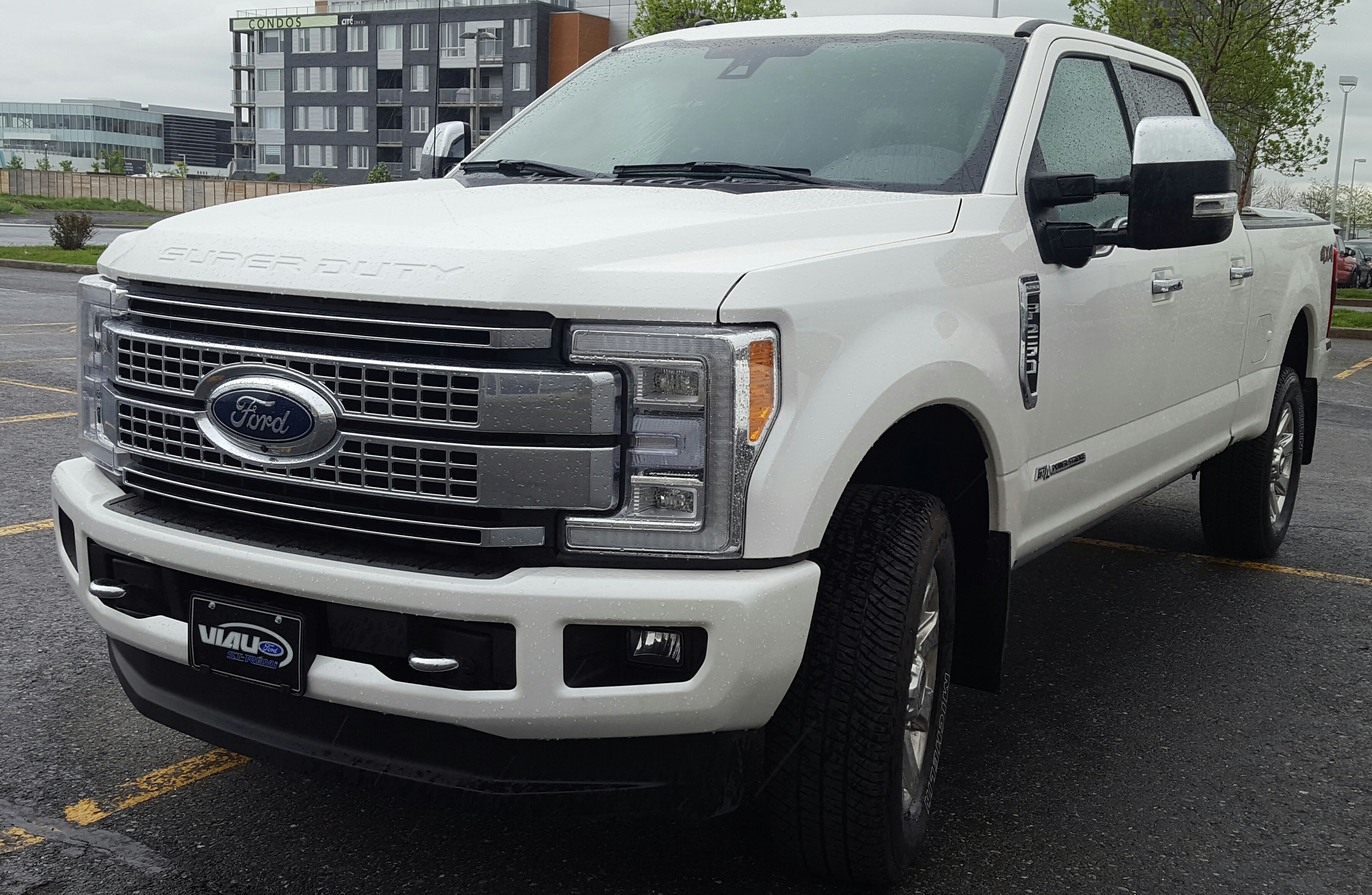
Ford F-Series Super Duty III

Ford F-Series XIII został zaprezentowany po raz pierwszy w 2014 roku.
Trzynasta generacja sztandarowego pickupa Forda miała swoją premierę podczas targów motoryzacyjnych w Detroit w styczniu 2014 roku. Samochód przeszedł ewolucyjny zakres zmian w stosunku do poprzednika, nawiązując jednocześnie do prototypu Ford Atlas zaprezentowanego w 2013 roku.
Samochód zbudowano na nowej ramie podwozia, która pozwoliła odciążyć masę pojazdu. Charakterystycznym elementem stał się chromowany  grill z dużym logo marki, który w zależności od potrzeb zamyka się dla lepszego opływu powietrza lub otwiera dla lepszego chłodzenia oraz charakterystycznymi reflektorami w kształcie litery C wyposażonymi w diody LED. We wnętrzu pojazdu zastosowano nowe materiały wykończeniowe.

### Lifting
W styczniu 2017 roku Ford przedstawił F-Series trzynastej generacji po obszernej modernizacji, w której ramach zmienił się głównie układ atrapy chłodnicy, a także kształt reflektorów. Stały się one szersze i jeszcze dalej ich skrajne krawędzie zachodziły na atrapę chłodnicy. Ponadto unowocześniono materiały wykończeniowe w kokpicie.

### Wersje wyposażeniowe[32]
- XL
- XLT
- Lariat
- Platinum
- King Ranch

Standardowe wyposażenie pojazdu obejmuje m.in. elektrycznie składane lusterka wyposażone w LEDowe obrysówki. Pojazd opcjonalnie wyposażony może być w 8-calowy ekran dotykowy z systemem MyFord Touch, kamery cofania, system ułatwiający holowanie przyczepy. Pakę załadunkową wyposażyć można w światła ułatwiające załadunek i rozładunek pojazdu oraz oświetlenie drzwi wykonane w technologii LED, elektryczny zamek tylnej klapy, kamerę 360 stopni, czujnik martwego pola, aktywny tempomat, pasy bezpieczeństwa na tylnej kanapie wyposażone w poduszki powietrzne, system automatycznego parkowania.

### Silniki
- V6 2.7l EcoBoost
- V6 3.5l EcoBoost
- V6 3.5l Ti-VCT
- V8 5.0l Ti-VCT

## Czternasta generacja

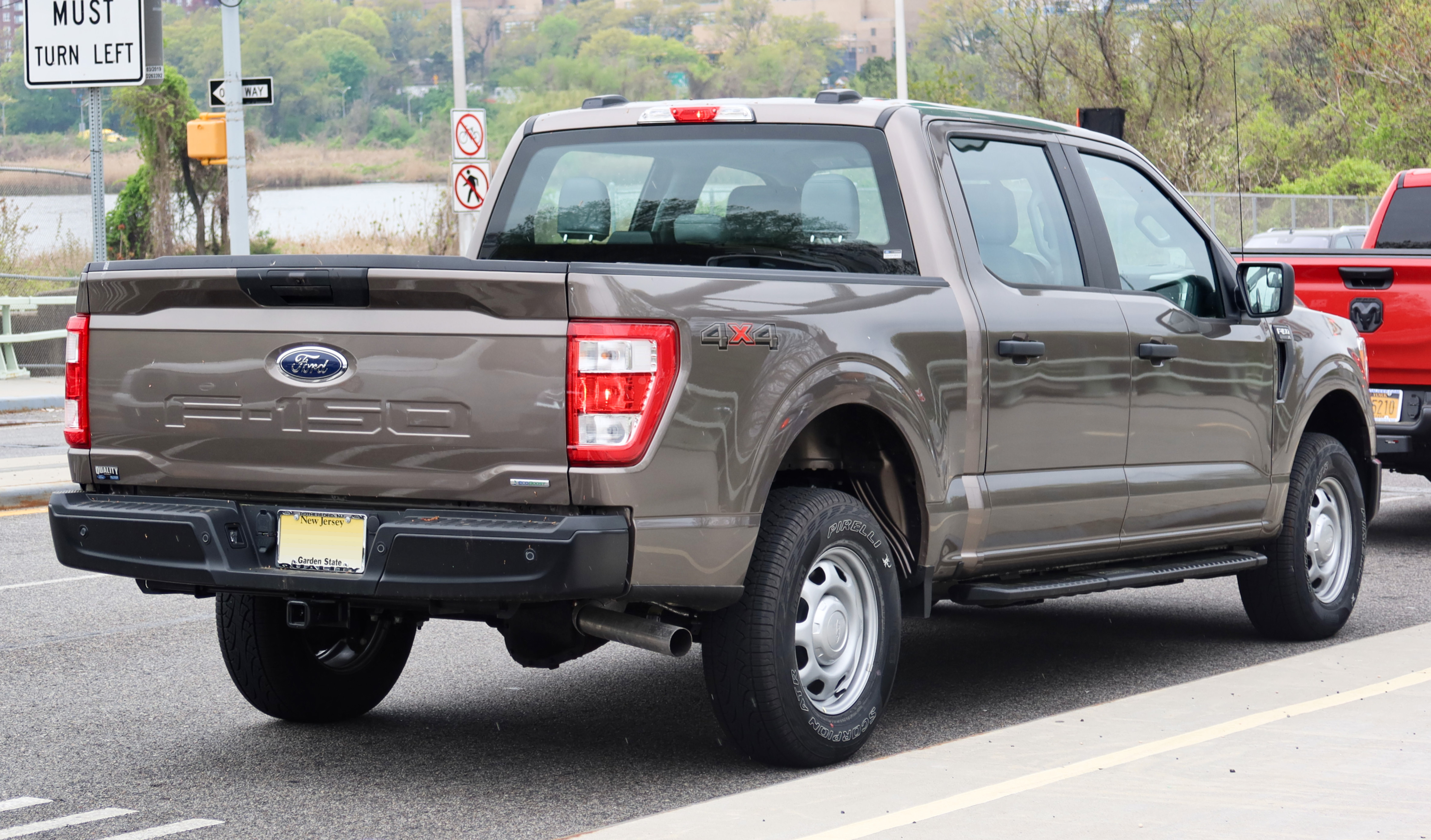
Ford F-Series XIV SuperCrew – tył

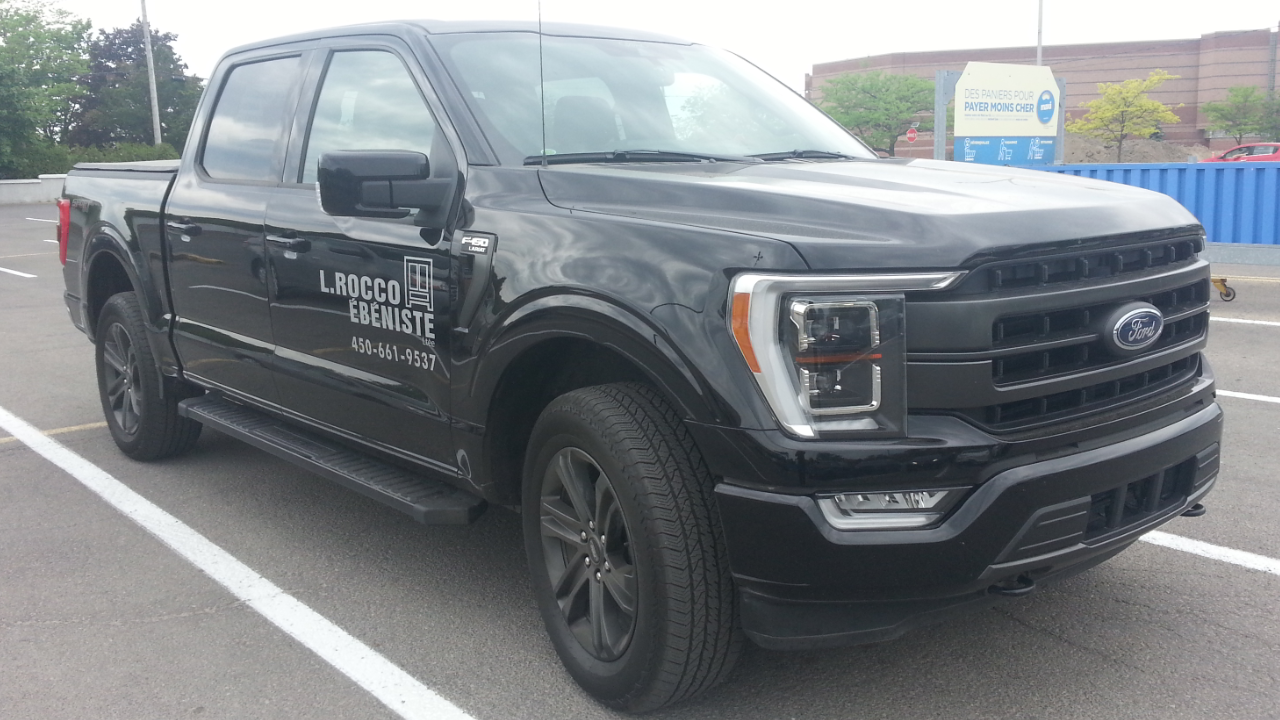
Ford F-Series XIV Lariat Sport

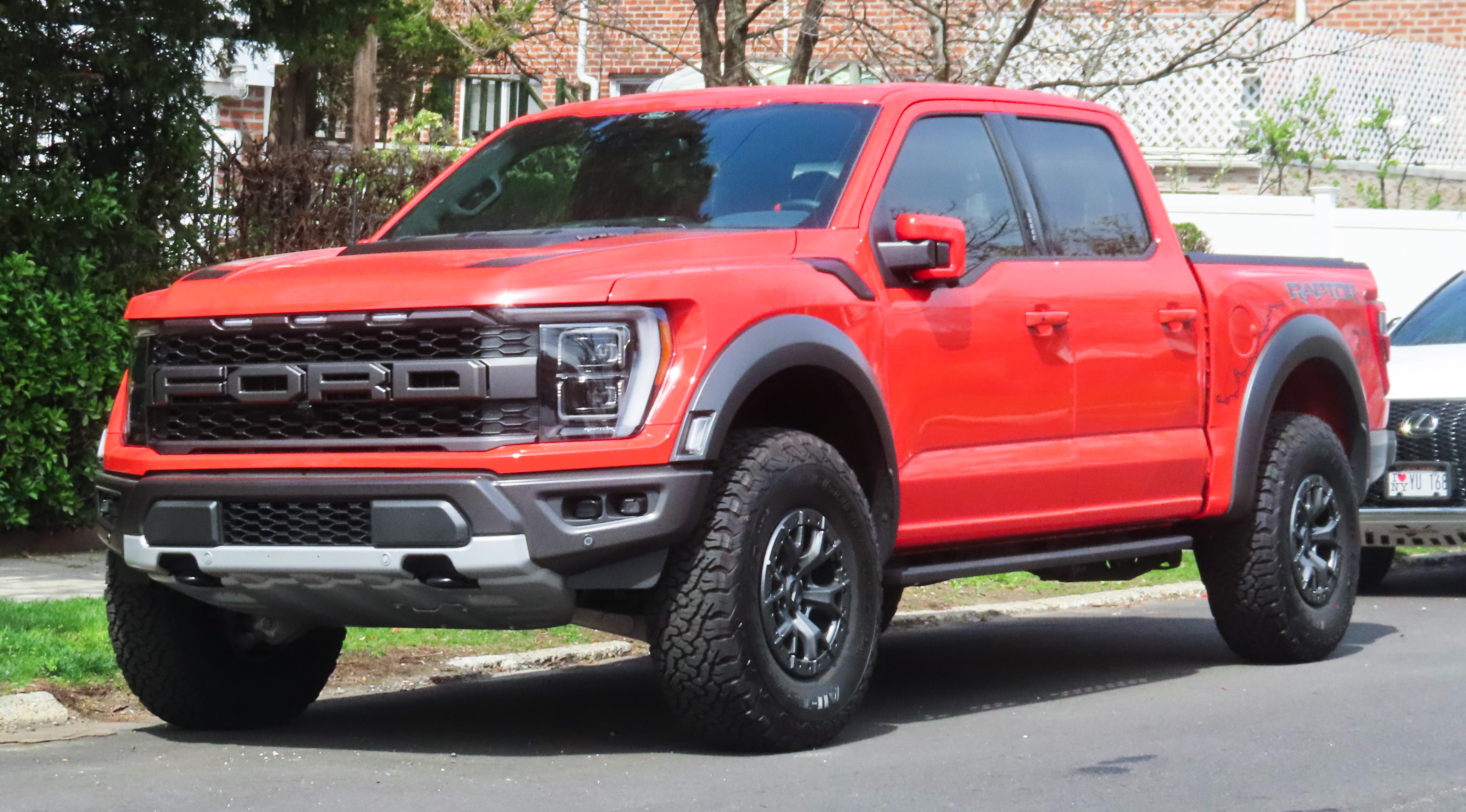
Ford F-150 XIV Raptor

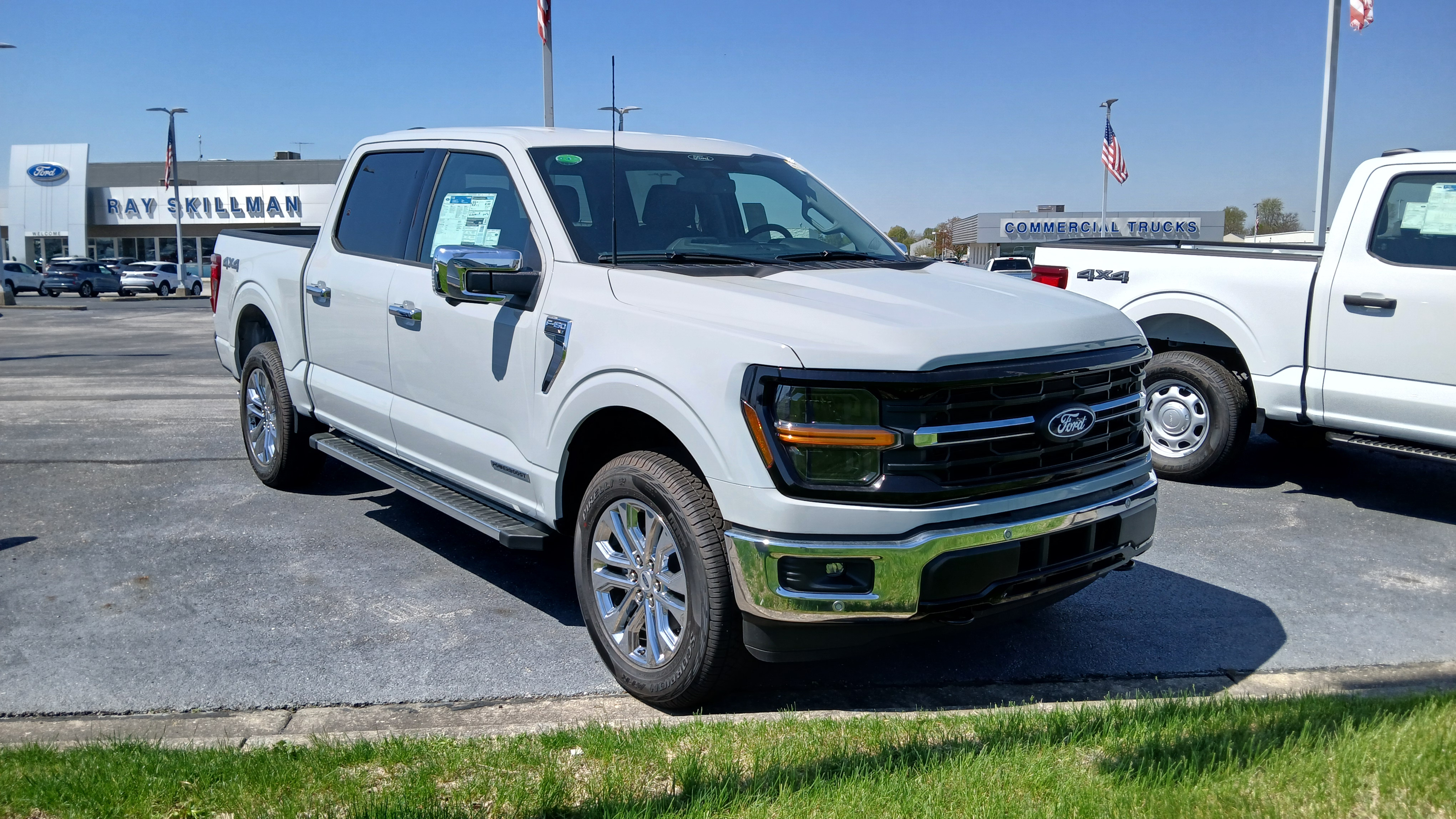
Ford F-150 XIV po liftingu

Ford F-Series XIV został zaprezentowany po raz pierwszy w 2020 roku.
Po raz pierwszy plany o zaawansowanych pracach Forda nad nową odsłoną najpopularniejszego modelu w ofercie przedstawił w maju 2019 roku, zapowiadając debiut w ciągu najbliższych 12 miesięcy. Samochód stanowi rozwinięcie formuły z poprzednika jedynie pod kątem wizualnym. Pomimo takiej samej bryły nadwozia i kształtu bocznych szyb, F-series czternastej generacji jest zupełnie nową konstrukcją, w 92% posiadającą nowe części i rozwiązania techniczne.
Pas przedni zyskał nowe, bardziej zaokrąglone reflektory wykonane w technologii LED z charakterystycznymi obwódkami w kształcie litery C i modułowymi kloszami. Atrapa chłodnicy zyskała bardziej zaokrąglony kształt, różniąc się głęboko układem poprzeczek, kolorem i ogólnym wyglądem w zależności od wariantu wyposażeniowego pojazdu. Najbardziej symboliczne zmiany zaszły w tylnej części nadwozia, gdzie zmodyfikowano jedynie wytłoczenie klapy i zlikwidowano wcięcie w podobnie, co u poprzednika, ukształtowanych lampach.
W kabinie pasażerskiej pojawił się zupełnie nowy projekt deski rozdzielczej. Po raz pierwszy pojawiły się całkowicie cyfrowe wskaźniki kierowcy (dostępne w opcji), z kolei konsola centralna stała się znacznie masywniejsza dzięki dużemu, dotykowemu wyświetlaczowi o przekątnej 12-cali służącemu sterowaniem systemem inforozrywki, radiem czy nawigacją.

### Lifting
We wrześniu 2023 czternasta generacja Forda F-Series przeszła restylizację nadwozia. Pas przedni zyskał przeprojektowany układ reflektorów z nowym wzorem kierunkowskazów i oświetlenia LED do jazdy dziennej, a także inny wzór osłony chłodnicy. Zmodyfikowano wkłady tylnych lamp, wprowadzając do tego nowy system uchylania na bok środkowego segmentu klapy przedziału transportowego, a ponadto podstawowy 3,3-litrowy silnik V6 został zastąpiony jednostką o pojemności 2,7 litra. Producent zastosował jeszcze zaktualizowany system adaptacyjnego tempomatu BlueCruise.

### F-150 Lightning
Po raz pierwszy w historii linii modelowej F-Series, Ford zbudował także wariant o napędzie elektrycznym. Napędzany przez dwa silniki elektryczne F-150 Lightning jest najszybszym wariantem tego pojazdu w historii. Oficjalna prezentacja pojazdu odbyła się w maju 2021 roku, a pojazd otrzymał obszerny zakres wizualnych modyfikacji na czele z listwą LED biegnącą przez całą szerokość pasa przedniego, a także zmodyfikowaną deską rozdzielczą i przeprojektowaną tylną częścią nadwozia. Moc układu napędowego: 432 lub 571 KM, za to zasięg: 370 lub 480 kilometrów na jednym ładowaniu.

### Silniki
Benzynowe:
- V6 2.7l EcoBoost
- V6 3.3l Cyclone
- V6 3.5l EcoBoost
- V8 5.0l Coyote

Wysokoprężne:
- V6 3.0l Powerstroke

Hybrydowe:
- V6 3.5l EcoBoost Hybrid